# 네덜란드 축구 국가대표팀
네덜란드 축구 국가대표팀(네덜란드어: Nederlands voetbalelftal)은 국제 무대에서 네덜란드의 축구를 대표한다. 이 팀은 네덜란드의 축구 행정 부서인 네덜란드 왕립 축구 협회(KNVB)가 관리한다. 홈 구장은 요한 크라위프 아레나, 스타디온 페예노르트 그리고 필립스 스타디온이다.

## 개요
대개 국가대표팀은 네덜란드의 11인 (Het Nederlands Elftal) 으로도 불리며, 오라녜-나사우 가문을 따서 오라녜 군단 (Oranje)으로 부르기도 한다. 여기서 오라녜(Oranje)는 영어표기로 오렌지(Orange)이기에 오렌지 군단으로 불리며 오렌지 색깔을 사용하는 것으로 알려져있다.  국가대표팀은 국가의 또다른 명칭에서 따 대개 홀란트라고 부르기도 한다. "네덜란드"의 공식 코드는 "NED"이다. 네덜란드는 역대 FIFA 월드컵에서 우승과 거리가 먼 팀들 중에 결승전에 가장 많이 진출한 팀이며 특히 1974년, 1978년, 그리고 2010년 대회에서 결승까지는 무난히 올랐으나 각각 독일, 아르헨티나 그리고 스페인에게 연달아 패하면서 준우승에 머물렀다. 그리고 UEFA 유럽 축구 선수권 대회 본선에는 9번 출전하여 1988년 대회에서 사상 첫 메이저 대회 우승컵을 들어올렸다.
네덜란드는 월드컵 진출에 실패한 적도 있었는데 2002년 월드컵과 2018년 월드컵에서는 유럽예선을 통과하지 못해서 월드컵에 나오지 못하는 불운을 겪기도 했다.

## 역사

### 초창기

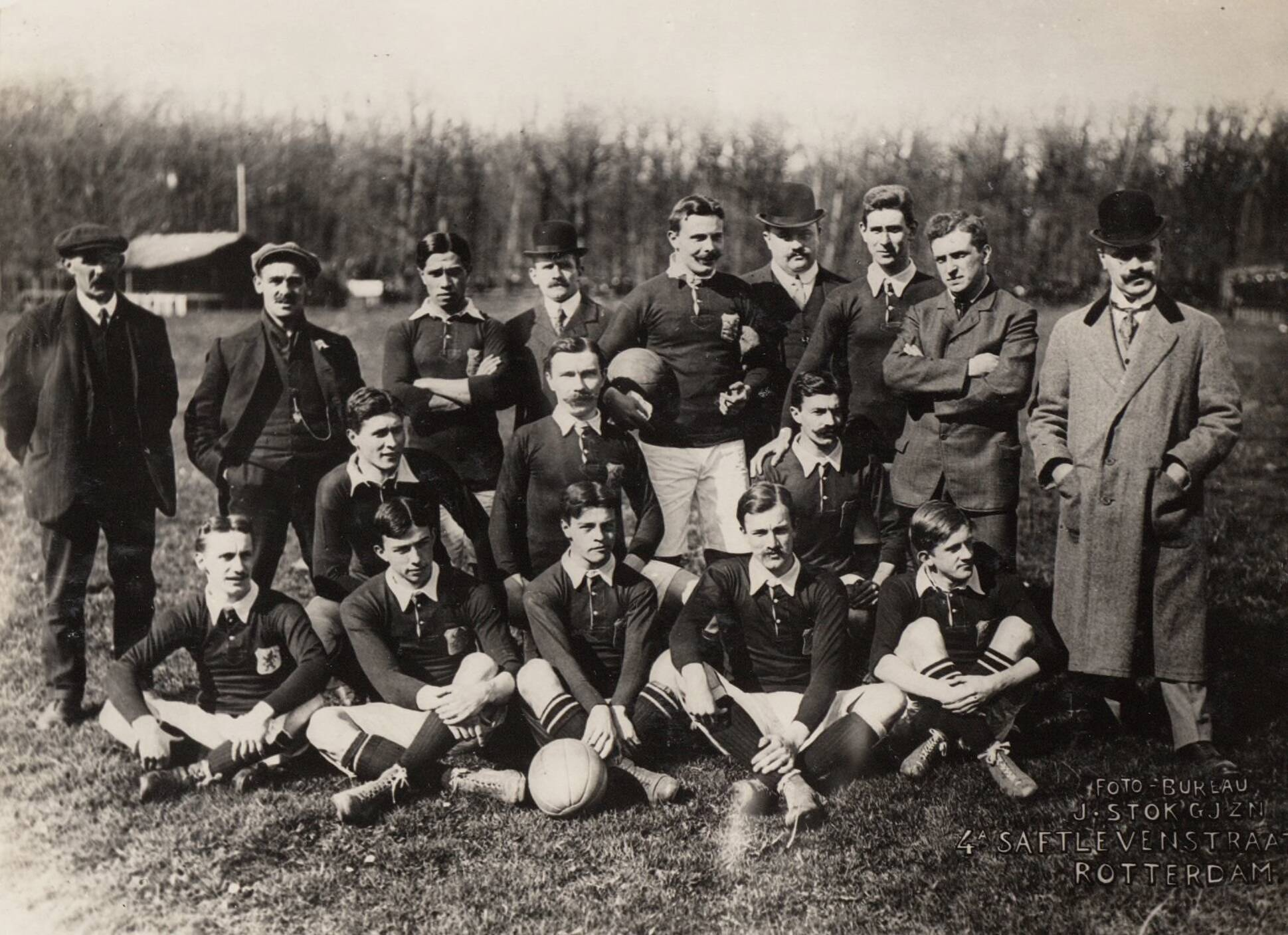
1910년의 네덜란드 대표팀

네덜란드는 1905년 4월 30일, 안트베르펜에서 벨기에를 상대로 첫 국제경기를 치렀다. 선수들은 네덜란드 왕립 축구 협회의 5명의 위원회원들이 차출하였다. 90분 후, 경기가 1-1로 끝났으나, 컵 경기였으므로, ("샬랭즈 F. 판던 아베일러") 연장전도 치러졌고, 이때 에디 더 네버가 3득점을 올려 최종적으로 네덜란드에 4-1 승리를 가져다 주었다.
네덜란드는 1934년에 처음으로 FIFA 월드컵 본선 무대를 밟았다. 1938년에 2번째 FIFA 월드컵 본선을 참가한 후, 1974년 이전까지 단 한번도 FIFA 월드컵 본선에 모습을 드러내지 않았다.

### 1970년대의 토탈 풋볼
1970년대에 들어서 토탈 풋볼(네덜란드어: Totaalvoetbal)의 축구 스타일이 페예노르트와 아약스에 의해 개발되었고, 네덜란드 국가대표팀은 요한 크라위프의 지휘를 받고, 리뉘스 미헐스 국가대표팀 감독 지휘봉을 잡았다. 네덜란드는 이 연대에 FIFA 월드컵 본선에 2번 진출하면서 큰 족적을 남겼다. 1970년 FIFA 월드컵 우승을 거두었던 카를루스 아우베르투 브라질 국가대표팀 주장은 다음과 같이 말을 남겼다:
"제가 다르게 본 상대는 1974년, 서독에서 열린 FIFA 월드컵의 네덜란드 팀이었습니다. 그 후에 조우한 상대는 거기서 거기인 것처럼 보였습니다…. 그들의 '회전목마'식 플레이스타일은 보기에 놀라웠고, 경기에서 놀라운 성능을 보였습니다."
1974년, 네덜란드는 2차 조별 리그에서 브라질과 아르헨티나를 모두 제압하고 역사상 처음으로 대회 결승전에 진출하였다. 그러나, 네덜란드는 뮌헨에서 열린 서독과의 결승전에서 서독에게 공을 잡아볼 기회도 주지 않은채 요한 네이스컨스의 초반 페널티킥에 힘입어 1-0으로 앞서나갔으나, 결국 역전패하였다. 관중의 지지를 받은 개최국에게 파울 브라이트너가 성공시킨 페널티킥 동점골을 헌납하고, 게르트 뮐러에게 역전 결승골까지 먹혀 서독에게 우승을 내준 것이다.

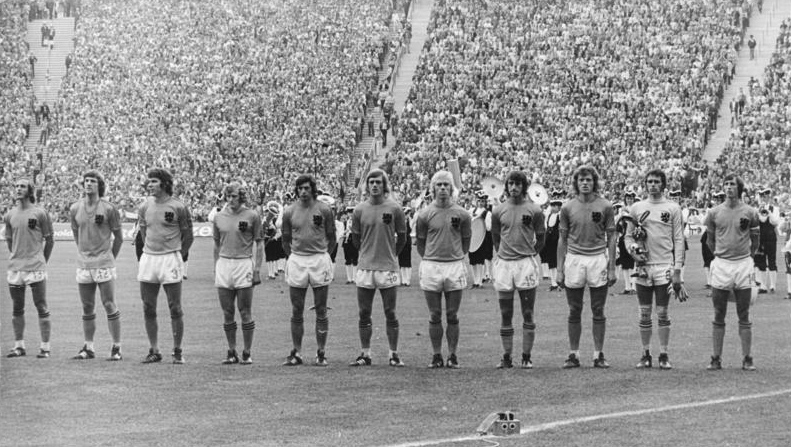
1974년 FIFA 월드컵 결승전의 네덜란드 대표팀. 이 경기에서 네덜란드는 나중에 서독에게 1-2로 패하였다.

이와 대조되게 UEFA 유로 1976에서 거둔 성적은 실망스러웠다. 네덜란드는 준결승전에서 나중에 우승을 거두는 체코슬로바키아의 기술적 능력에 밀린 것은 물론 헤오르허 노벌 감독과 선수단의 불화로 패하였다.
1978년, 네덜란드는 또다시 FIFA 월드컵 결승전에 다시 올랐으나, 개최국에게 또다시 패하였는데, 이번 결승전 상대는 아르헨티나였다. 1978년 선수단에는 개인적인 사유로 FIFA 월드컵에 불참하게 된 요한 크라위프, 빌럼 판 하네험, 그리고 얀 판 베버런이 없었다. 그러나, 1974년 대회의 선수단에 포함되었던 요한 네이스컨스, 요니 렙, 아리 한, 뤼트 크롤, 빔 얀선, 얀 욘블루트, 빔 쉬르비르, 그리고 롭 렌센브링크가 남아 있었다. 네덜란드는 1차 조별 리그에서 비교적 실망스러운 행보를 보였다. 네덜란드는 페루와 비기고 스코틀랜드에게 패하면서 1차 조별 리그를 2위로 마쳤다. 그러나, 2차 조별 리그에서 네덜란드는 이탈리아와 서독을 따돌리고 조 1위를 차지해 아르헨티나와 결승전을 벌였다. 그러나, 네덜란드는 연장전에만 아르헨티나에 2골을 헌납해 결승전에서 1-3으로 패하였고, FIFA 월드컵 2대회 연속으로 준우승을 차지하였다. 네덜란드는 불운하게도, 렌센브링크가 1분을 남겨놓고 1-1로 비기는 시점에서 아르헨티나의 골대를 강타하였다.

### 침체기
UEFA 유로 1980은 토탈 풋볼이 본선에 등장한 마지막 대회였고, 참가 팀수가 이 대회에서 증가함에도 불구하고 조별 리그를 통과하는데 실패하였다. 대회 후 크롤과 렌센브링크와 같은 베테랑들이 국가대표팀에서 은퇴하였고, 이후 1982년 FIFA 월드컵, UEFA 유로 1984, 그리고 1986년 FIFA 월드컵 본선행을 연달아 실패하였다. UEFA 유로 1984에서 본선행에 접근하였으나, 네덜란드는 본선행 경쟁국인 스페인과 같은 승점과 같은 골득실차(+16)를 기록하였다. 여기서 2골을 더 득점한 스페인이 본선행에 올랐다. 1986년 FIFA 월드컵 본선행도 간발의 차이로 놓쳤다. 이웃국 벨기에와의 플레이오프전을 벌였는데, 네덜란드는 브뤼셀에서 0-1로 패한 뒤 로테르담에서 몇 분을 남기고 홈에서 2-0으로 이기고 있었다. 이때 벨기에의 만회골이 터지며 최종 점수가 2-1이 되었고, 합계 2-2가 되었다. 네덜란드는 원정 다득점 원칙에 따라 벨기에에게 본선행 진출권을 내주어야 했다.

### 유럽 정상

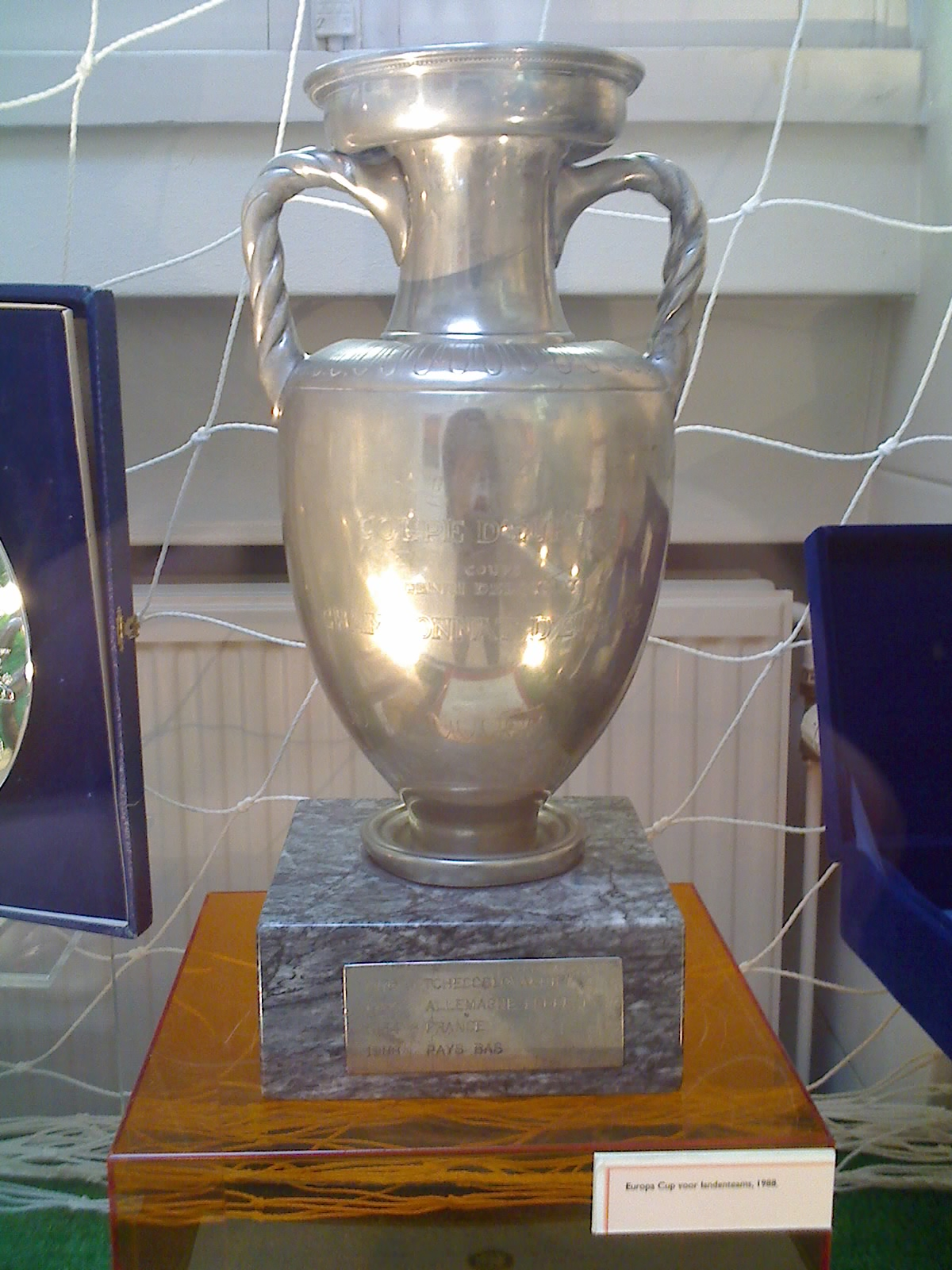
암스테르담에 전시된 1988년 우승 트로피

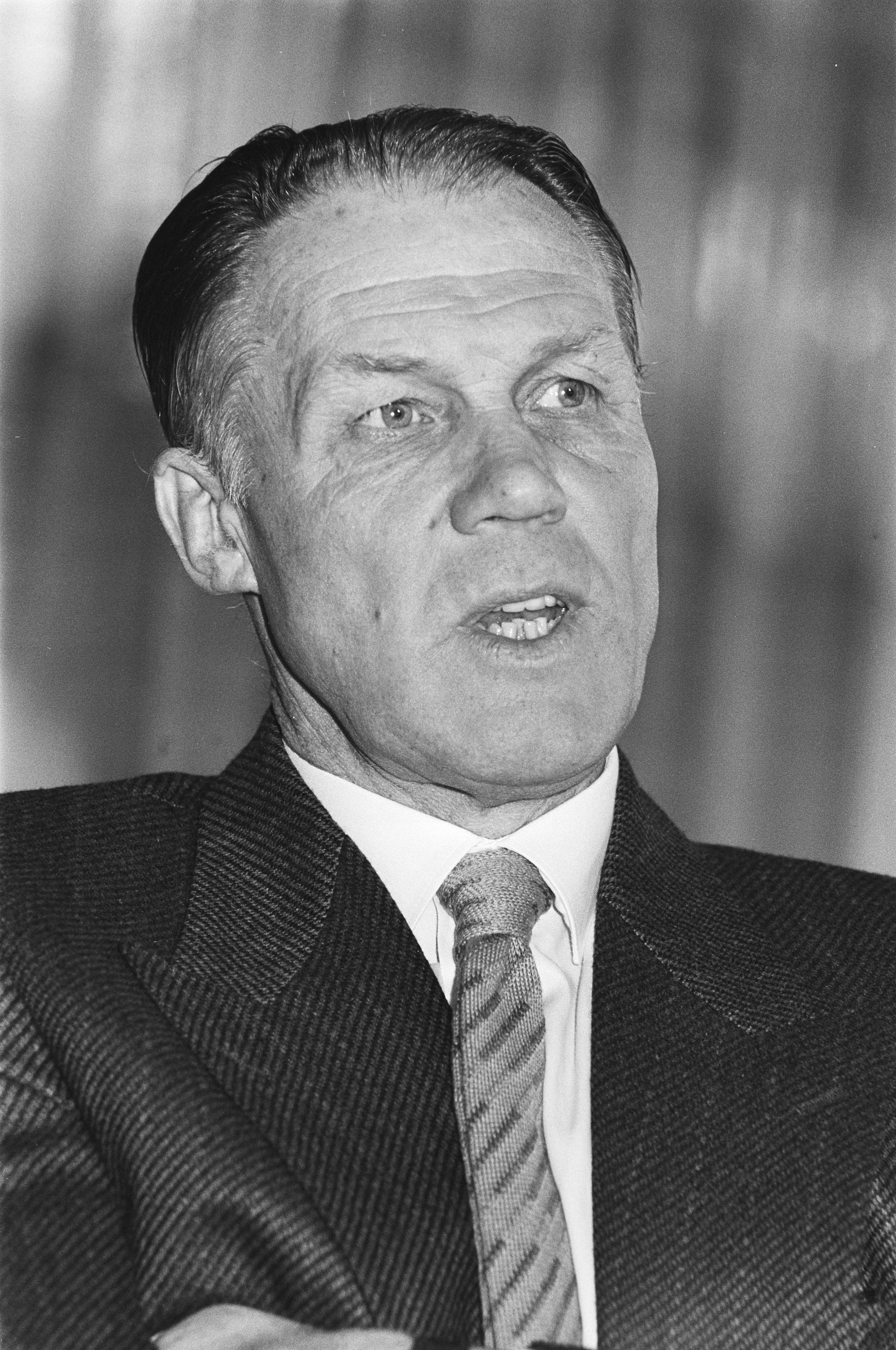
리뉘스 미헐스

리뉘스 미헐스가 다시 지휘봉을 잡아 UEFA 유로 1988에서 팀을 지휘하였다. 소비에트 연방과의 1차전에서 0-1로 패한 후, 네덜란드는 잉글랜드에게 3-1로 승리 (이 대회의 득점왕 마르코 판 바스턴의 해트트릭에 힘입어) 하고, 아일랜드를 1-0으로 제압해 준결승전에 진출하였다. 다수의 네덜란드 팬들에 의하면, 이 대회의 가장 중요한 경기는 개최국 서독과의 준결승전으로, 1974년 FIFA 월드컵 결승전 (이 결승전도 서독에서 열렸다.) 에 대한 설욕전으로 여겨져 왔다. 마르코 판 바스턴은 경기 89분에 결승골을 득점해 서독을 침몰시켰다. 네덜란드는 소비에트 연방과의 결승전에서 뤼트 휠릿의 헤딩골과 판 바스턴의 발리슛 골에 힘입어 승리를 거두었다. 이는 네덜란드 국가대표팀의 첫 주요 대회 우승으로, 거의 10년간 변방을 방황하던 네덜란드는 이어지는 3년간 국제 축구의 최전선으로 복귀하였다.
1990년 FIFA 월드컵에서는 큰 기대에도 불구하고, 성공을 거두지 못하였는데, 선수단과 감독이 불안정한데 있었고, 결국 팀이 붕괴되기에 이르렀다. (미헐스의 후임인 테이스 리브러흐츠는 본선행 성공 후 얼마 지나지 않아 경질되었고, 후임인 레오 베인하커르가 본선에서 지휘봉을 잡았다.) 판 바스턴은 상습적인 상대 수비의 견제로 침묵하였고, 부상에서 완전히 회복하지 못한 휠릿은 비효율적이었다. 네덜란드 대표팀은 조별 리그 3경기에서 무승부를 거두었으나 16강에 진출하였고, 숙적 서독과 16강에서 만났다. 이 경기는 프랑크 레이카르트가 루디 푈러에게 침을 뱉은 사건으로 회자된 경기로, 네덜란드가 1-2로 패하였다.
UEFA 유로 1992에서 네덜란드는 준결승전에 진출하였고, 데니스 베르흐캄프가 새로이 출현하게 되었으나, 나중에 우승을 거두는 덴마크전에서 판 바스턴의 승부차기 킥이 페테르 슈마이켈에 막히면서 탈락하였다. 이 대회는 판 바스턴이 참가한 마지막 주요 대회였는데, 대회 종료로부터 얼마 안된 시점에 그는 발목에 중상을 당해, 시련 끝에 1995년, 30세의 나이에 은퇴하기에 이르렀다. 이는 리뉘스 미헐스의 마지막 영광의 순간이기도 했는데, 그는 한번 더 국가대표팀 사령탑에 돌아와 지휘봉을 잡고 대회 후 영예롭게 은퇴하였다.
딕 아드보카트가 미헐스의 바통을 이어받아 이듬해 요한 크라위프에게 자신의 자리를 내줄 계획이었으나, 결국 아드보카트가 임기를 2년 더 맡게 되었다. 부상당한 판 바스턴과 파업중인 휠릿의 부재 속에, 데니스 베르흐캄프가 3골로 1994년 FIFA 월드컵 기간동안 네덜란드를 8강으로 이끌었으나, 나중에 우승을 차지하는 브라질에게 2-3으로 졌다.

### 20세기 말에서 21세기 초까지
UEFA 유로 1996에서 스코틀랜드에게 득점 없이 비기고 스위스를 2-0으로 격파한 후, 네덜란드는 개최국 잉글랜드와 승점 4점으로 동률인 상황에 조 1위를 놓고 경합하였다. 62분 후, 스코틀랜드가 스위스를 상대로 1-0으로 앞서나가는 와중에, 네덜란드는 0-4로 끌려다니고 있었고, 그대로 종료 시 스코틀랜드에게 골득실차로 밀려 3위를 차지해 대회에서 탈락하게 되나, 파트리크 클라위버르트가 데니스 베르흐캄프의 패스를 받아 78분에 만회골을 터뜨렸고, 네덜란드는 골득실차에서 우위를 점해 조 2위로 8강에 진출하였다. 이후, 네덜란드는 프랑스와 8강전을 벌였으나, 0-0으로 비긴 뒤 승부차기에서 4-5로 패해 탈락하였다.

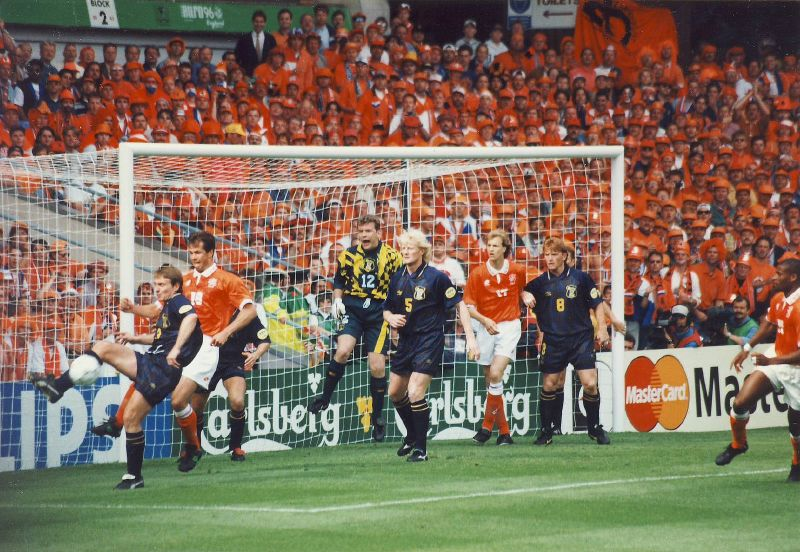
스코틀랜드와의 UEFA 유로 1996 경기를 치르는 네덜란드 국가대표팀

마르크 오버르마르스, 필립 코퀴, 엣하르 다비츠, 프랑크 더 부르, 로날트 더 부르, 그리고 파트릭 클라위버르트가 선수단에 승선한 1998년 FIFA 월드컵에서 네덜란드는 1978년 결승전의 상대였던 아르헨티나와 8강전에서 재회하였다. 네덜란드는 89분에 터진 베르흐캄프의 골로 2-1 승리를 거두었다. 베르흐캄프는 프랑크 더 부르가 60m의 롱패스로 연결한 공을 받아 로베르토 아얄라의 반대방향으로 잡아 아르헨티나 수문장을 너머로 발리슛을 쏘아 결승골을 득점하였다. 준결승전에서 네덜란드는 브라질을 상대로 클라위버르트의 동점골에 힘입어 1-1로 연장전까지 끌고 갔으나, 승부차기에서 브라질에게 2-4로 지면서 결승행이 무산되었다. 네덜란드는 이어지는 크로아티아와의 3위 결정전에서 1-2로 패하였다. FIFA 월드컵 대회 종료 후, 휘스 히딩크 감독은 2번의 주요 대회만에 사임하였고, 과거 거물 미드필더인 프랑크 레이카르트가 사령탑에 올랐다.
네덜란드는 벨기에와 UEFA 유로 2000을 공동 개최하였으며, 대회의 우승 후보국들 중 하나로 손꼽혔다. 네덜란드는 프랑스와의 최종전을 포함해 죽음의 조에서의 3경기에서 모두 승리한 뒤 유고슬라비아와의 8강전에서 6-1로 압승을 거두었다. 이탈리아와의 준결승전에서 상대 선수가 전반전에 퇴장당해 10명이 되면서 수적 우세를 점하였다. 그러나, 승부차기에서 프란체스코 톨도 이탈리아 골키퍼에게 두번의 킥이 막히면서 결승에 진출하지 못하였다. 데니스 베르흐캄프는 UEFA 유로 2000이 끝나면서 은퇴하였고, (혐기증으로 인해 동아시아에서 열리는 2002년 FIFA 월드컵에 사실상 참가할 수가 없었다.) 프랑크 레이카르트는 네덜란드가 여러 차례를 날려버리면서 이탈리아에게 패한 것으로 언론의 질타를 받았다. 레이카르트가 사임하면서 루이스 판 할이 그의 직위를 대신하였다. 판 할은 에드빈 판 데르 사르, 엣하르 다비츠, 마이컬 레이저허르, 클라렌서 세이도르프, 마르크 오버르마르스, 파트릭 클라위버르트, 그리고 더 부르 쌍둥이 등의 네덜란드의 척추와도 같은 선수들을 90년대 중반에 아약스에서 배출한 것으로 명성이 자자했다.

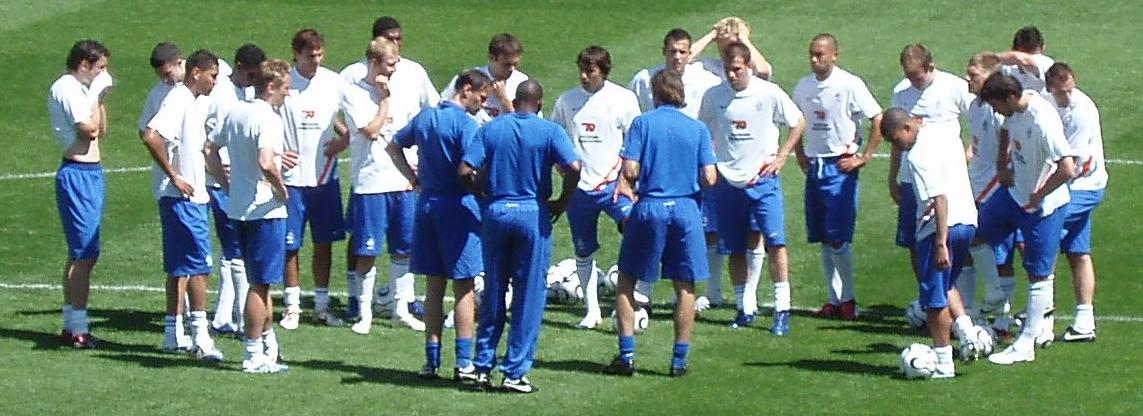
2006년 FIFA 월드컵 훈련의 네덜란드 국가대표팀

충격적이게도 네덜란드는 포르투갈과 아일랜드에게 치명적인 패배를 당하면서 2002년 FIFA 월드컵 진출이 좌절이 되었는데, 후자의 상대는 대회 본선행을 완전히 좌절시켰다. 루이스 판 할은 네덜란드의 본선행 진출 실패를 책임지고 사임하였다.
딕 아드보카트는 네덜란드 국가대표팀 감독으로써의 2번째 임기를 시작하였고, 팀을 UEFA 유로 2004의 준결승전까지 올렸으나, 포르투갈에게 또다시 발목이 잡혔고, 전술과 선수 교체에 관한 질타를 받은 후 감독직을 내려놓았다. 이 대회를 끝으로 많은 FIFA 월드컵 베테랑들이 국가대표팀을 떠났다. (아약스의 1995 세대였던) 프랑크와 로날트 더 부르, 엣하르 다비츠, 클라렌서 세이도르프, 마르크 오버르마르스, 야프 스탐, 그리고 파트릭 클라위버르트가 은퇴하였거나 마르코 판 바스턴 신임 감독에 의해 이어지는 FIFA 월드컵에서 국가대표팀에 승선하지 못하였다.

### 판 바스턴과 판 마르베이크의 임기
네덜란드는 독일에서 열린 2006년 FIFA 월드컵 본선에 진출하여 세르비아 몬테네그로에 1-0, 코트디부아르에 2-1로 이긴 후, 아르헨티나와 득점 없이 비겨 C조 2위를 차지해 16강에 진출하였다. 아르헨티나와 네덜란드 두 팀 모두 승점을 7점씩 적립하였으나, 골득실차에서 아르헨티나가 월등히 앞서서 조 1위를 내주었다. 네덜란드는 포르투갈과의 경기에서 16장의 옐로 카드 (2002년에 세운 FIFA 월드컵 단일 경기 최다 경고 횟수 기록을 경신하였다.) 와 4장의 레드 카드 (양팀이 2장씩)를 받은 "뉘른베르크의 전투"로 언론에 의해 명명된 이 경기에서 0-1로 패하여 탈락했다. 마르코 판 바스턴은 선발 원칙과 선수들의 공격력 부족으로 비난을 받았으나, 네덜란드 왕립 축구 협회로부터 2년 계약 연장 제의를 받아 UEFA 유로 2008과 2010년 FIFA 월드컵에서도 국가대표팀 감독으로서의 임기를 계속하게 되었다. 네덜란드 왕립 축구 협회 수뇌부의 이 결정은 판 바스턴과 코칭스태프들에 대한 자신감에서 표출된 결과였다.

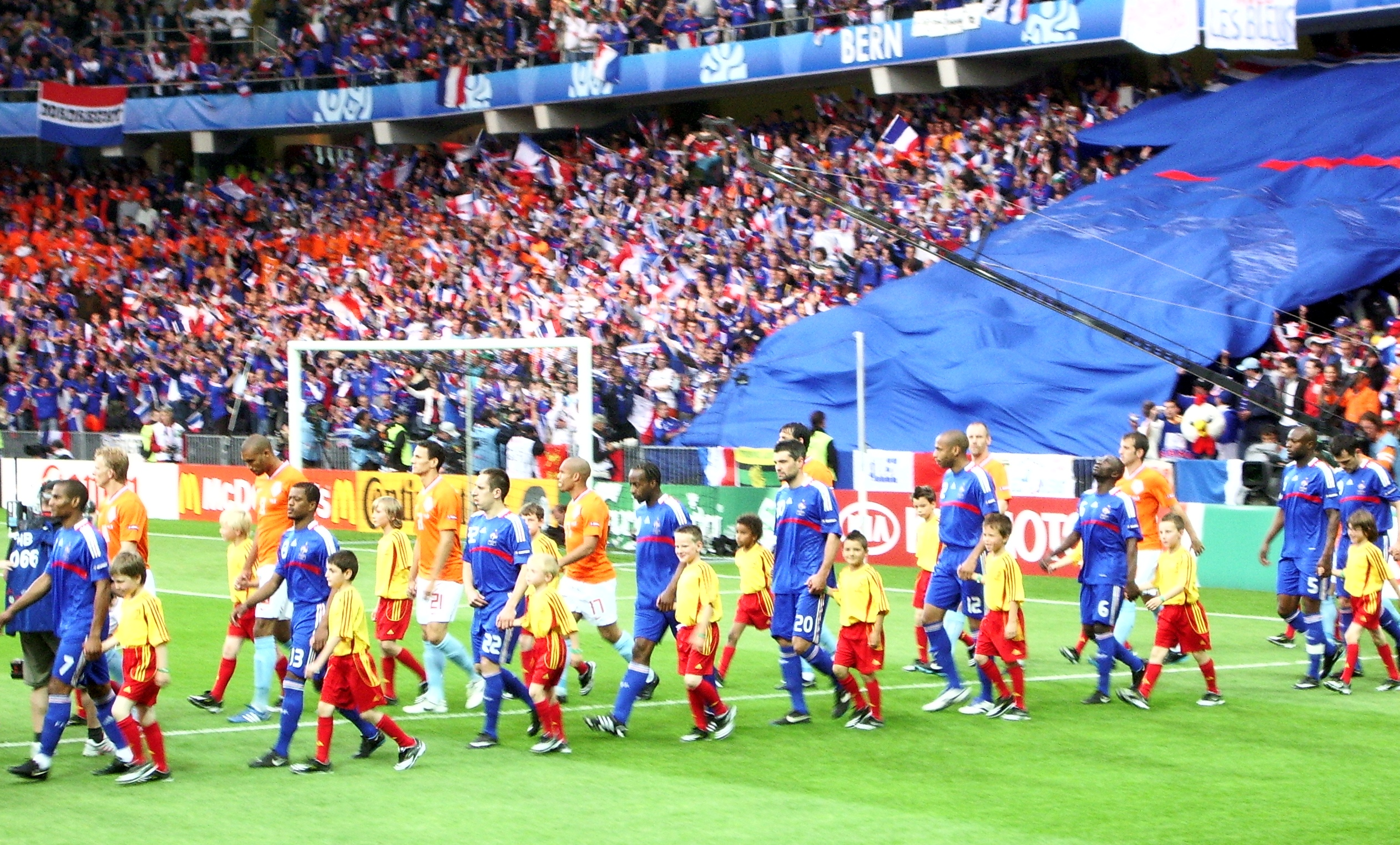
네덜란드와 프랑스간의 UEFA 유로 2008 경기

네덜란드는 UEFA 유로 2008에서 프랑스, 이탈리아, 그리고 루마니아와 함께 C조에 편성되어 유로에서 3대회 연속으로 "죽음의 조"에 들어갔다. 2008년 6월 9일, 베른에서 FIFA 월드컵 우승팀 이탈리아를 상대로 3-0으로 완파하면서 UEFA 유로 2008을 시작하였다. 이 경기는 1978년 FIFA 월드컵 이래 네덜란드가 이탈리아를 상대로 승리한 첫 경기이기도 했다. 2008년 6월 13일, 네덜란드의 2차전 상대는 FIFA 월드컵 준우승국인 프랑스였으나, 또다시 4-1이라는 압도적인 점수차로 승리를 쟁취하였다. 네덜란드는 루마니아를 상대로 2-0으로 이기고 3전전승으로 조별 리그를 마쳤다. 그러나, 네덜란드는 전 국가대표팀 감독 휘스 히딩크가 이끄는 러시아와의 8강전에서 뤼트 판 니스텔로이의 86분골로 경기를 연장까지 끌고 갔으나, 2실점을 추가로 먹히면서 1-3으로 완패하였다.

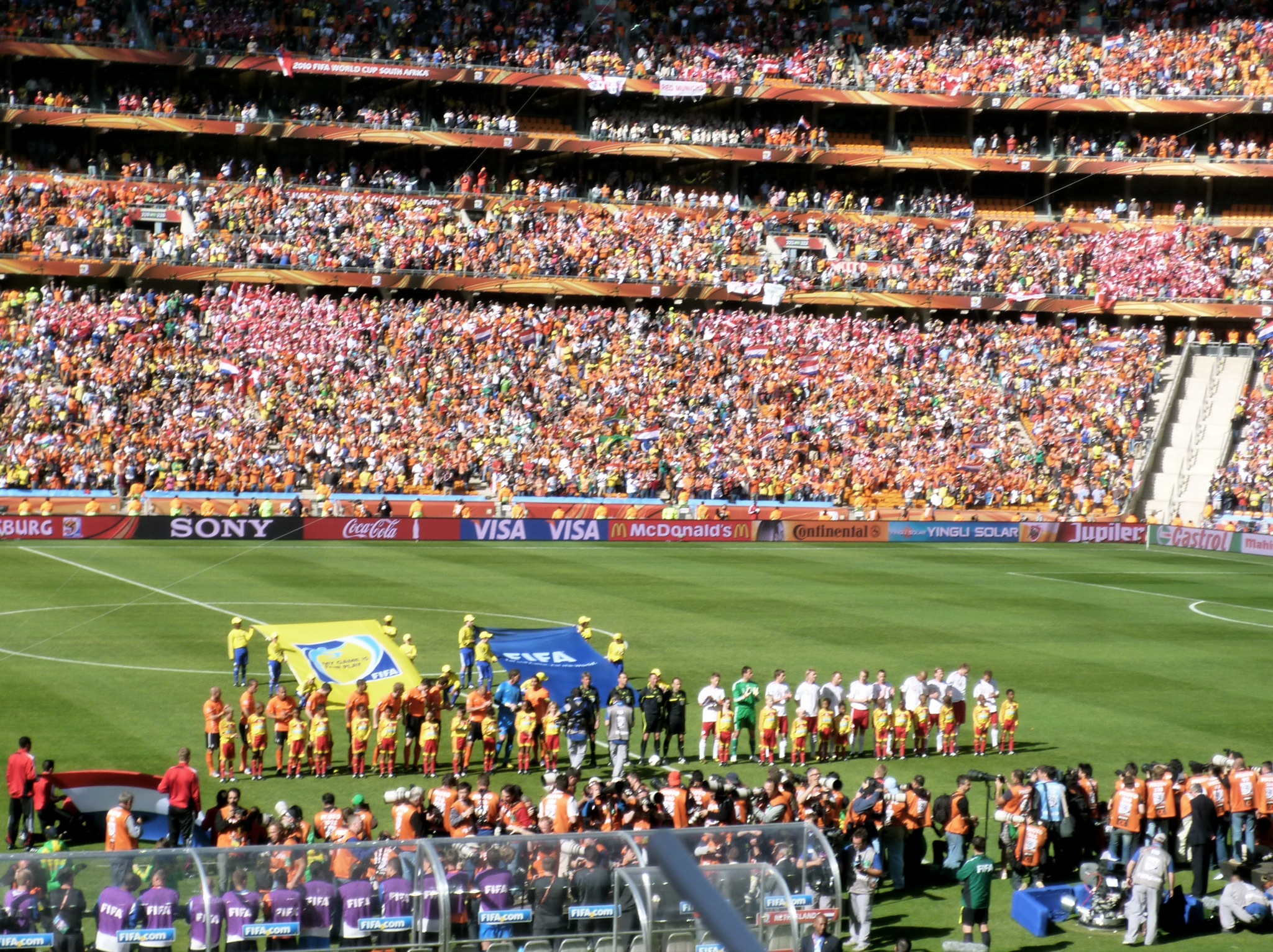
네덜란드와 덴마크간의 2010년 FIFA 월드컵 경기

베르트 판 마르베이크 감독의 지도 하에, 네덜란드는 2010년 FIFA 월드컵 예선 조에서 전승을 거두어 본선에 진출하였다. FIFA 월드컵 조편성 결과, 네덜란드는 덴마크, 일본, 그리고 카메룬과 함께 E조에 편성되었다. 네덜란드는 덴마크와의 FIFA 월드컵 1차전에서 2-0으로 승리하였다. 이어지는 일본과의 경기에서도 1-0으로 이겼고, 16강에 가장 먼저 진출한 팀이 되었다. 이후, 네덜란드는 카메룬과의 경기에서도 2-1로 카메룬을 꺾고 조별 리그에서 승점 9점, 3전승으로 16강에 조1위로 진출했다. 16강전 상대는 슬로바키아로 슬로바키아에 2-1 승리로 8강에 오른다. 전반전을 리드로 마친 37경기에서 절대 패하지 않은 (35승 2무) 브라질과의 8강전에서, 브라질에게 선제골을 먹혀 0-1로 끌려간채 전반전을 끝냈으나, 후반전의 스네이데르의 2골에 힘입어 2-1로 브라질에 역전승을 거두고 1998년 프랑스월드컵 이래 12년만에 준결승전, 준결승에 진출하였다. 네덜란드는 준결승전 준결승전에서도 반브롱코흐스트와 스네이더르와 로벤의 활약으로 우루과이를 3-2로 꺾고 1978년 이래 32년만에 FIFA 월드컵 결승전에 진출하였다. 그러나, 네덜란드는 스페인과의 결승전에서 미드필더 안드레스 이니에스타에게 연장전에 실점하며 0-1로 패하여 준우승에 머물렀다. 네덜란드는 결승전에서의 거친 임전 태도로 비난의 대상이 되었는데, 한경기 9장의 옐로 카드 기록 (욘 헤이팅아의 경고 누적 퇴장을 포함하여) 을 세웠다. 요한 크라위프는 인터뷰에서 네덜란드가 "흉측하고 저속스럽게" 경기를 했다고 비난하였다. 연합 언론사에서는 "네덜란드는 더러운 전술을 자주 사용하였다" 라며 의견을 냈다. 이 결승전은 히오바니 판 브론크호르스트의 은퇴 전 마지막 경기이기도 했다.
2011년 8월부터 9월까지, 네덜란드는 FIFA 랭킹 1위에 올랐고, 스페인에 이어 이전에 FIFA 월드컵을 우승하지 않고도 이 순위에 오른 두번째 국가가 되었다.

### UEFA 유로 2012
네덜란드는 독일, 포르투갈, 그리고 덴마크와 B조에 편성되어 또다시 죽음의 조에 들어갔다. 네덜란드는 덴마크에게 0-1, 독일에게 1-2, 그리고 포르투갈에 1-2로 연달아 패하며 탈락하였다. 요한 크라위프는 네덜란드의 스타 선수들의 빌드업이 형편없었고, 무의미하고 실수투성이의 패스만 했다고 비난하였다. 베르트 판 마르베이크 감독은 실망스러운 성적을 책임지고 사임하였다.

### 판 할의 복귀
2002년 FIFA 월드컵 예선전에서 네덜란드를 이끌고 실망스러운 성적을 낸 루이스 판 할이 2번째 국가대표팀 감독으로써의 임기를 시작하였다. 네덜란드는 2014년 FIFA 월드컵 유럽 지역 예선전에서 13승 1무를 거두면서 조 1위를 차지해 자동 본선 진출권을 확보하였다. 조 추첨식에서 네덜란드는 스페인, 오스트레일리아, 그리고 칠레와 함께 B조에 편성되었다. 네덜란드는 전 대회 우승팀과의 1차전에서 로빈 판 페르시와 아르연 로번이 2골씩 터뜨리고, 스테판 데 프레이가 1득점을 추가해 5-1의 놀라운 승리를 거두며 2010년에 당한 패배를 설욕하였다. 네덜란드는 초반에 페널티킥 선제골을 내주어 0-1로 끌려갔으나, 로빈 판 페르시는 전반 종료 직전에 감각적인 다이빙 헤딩슛으로 승부를 원점으로 돌렸고, "방황하는 네덜란드인"이라는 별명이 붙었다. 호주와의 2차전에서는 경기중 1-2로 상대에게 역전을 당하였으나 막판 두 골로 호주에 3-2의 재역전승을 거두고 16강 진출을 확정지었다. 즉, 네덜란드는 아르연 로번과 로빈 판 페르시의 득점과, 멤피스 데파이의 결승골에 힘입어 2골을 넣은 호주를 누른 것이다. 조별 리그 최종전 상대는 칠레였고, 교착 상태로 경기가 진행되는 와중인 77분에 레로이 페르가 선제골을 넣었고, 멤피스 데파이가 한골을 추가하면서 2-0 승리를 거두었고, 3전전승으로 B조 1위로 16강에 오른다.

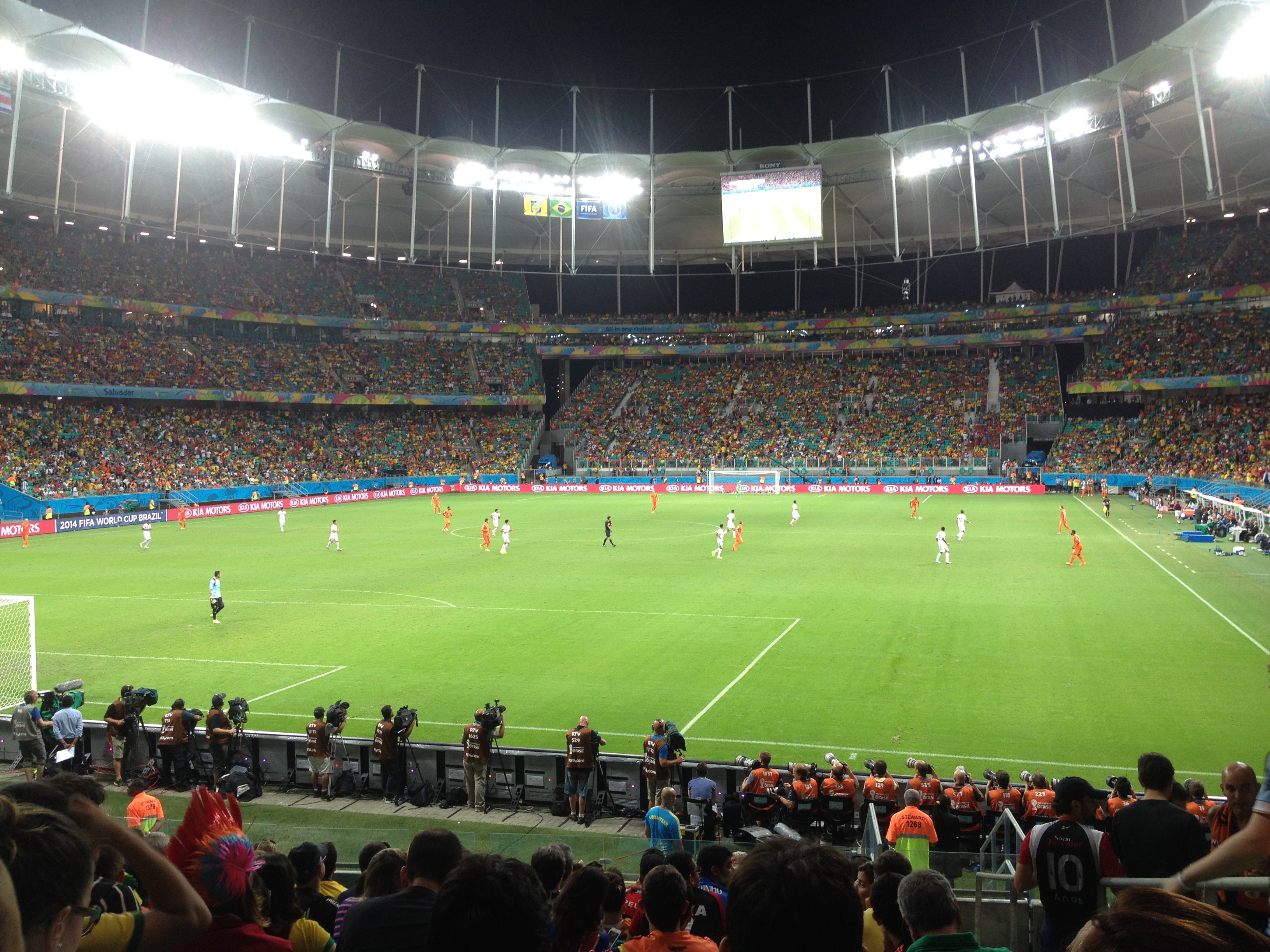
네덜란드와 코스타리카 간의 2014년 FIFA 월드컵 8강전

16강전에서 네덜란드는 베슬레이 스네이더르와 클라스-얀 휜텔라르가 멕시코에게 전반 초반 선제골을 내줘 0-1로 끌려가는 상황에서 막판에 연달아 득점하면서 멕시코를 2-1로 역전승을 거두고 8강에 진출하였다. 8강 상대는 코스타리카로, 네덜란드가 수 많은 골찬스를 잡았으나, 마무리를 하지 못해 연장전까지 점수는 0-0에서 변하지 않았다. 이후 네덜란드는 승부차기에서 연장전 막판에 교체되어 들어온 팀 크륄이 브리안 루이스와 미차엘 우마냐의 킥을 선방하면서 승부차기전에서 4-3 승리를 거두었고 준결승에 오른다. 크륄은 FIFA 월드컵 역사상 승부차기 전용으로 출전한 최초의 골키퍼가 되었다. 아르헨티나와의 준결승전 준결승전은 네덜란드의 에이스 아르연 로번과 아르헨티나의 슈퍼스타 리오넬 메시간의 대결었다. 두 팀은 연장전까지 0-0으로 무득점으로 경기를 승부차기로 끌고갔다. 승부차기에서 네덜란드는 론 플라르와 베슬러이 스네이더르가 막히면서 2-4로 패해 결승전 진출이 무산되었다.
네덜란드는 개최국 브라질과 3위 결정전을 벌여 아르연 로번이 브라질 수비수 치아구 시우바에 넘어져 얻은 페널티킥을 로빈 판 페르시가 3분에 차넣으면서 일찍이 앞서나갔다. 데일리 블린트가 16분 후에 추가골을 득점하였고, 91분에는 조르지니오 베이날뒴이 팀의 3번째 골을 득점하였다. 브라질을 3 - 0으로 완파하며 3위를 거두고 귀국길에 오른다. 이 대회는 네덜란드가 3위로 마친 첫 FIFA 월드컵 대회이며, 주요 대회 역사상 처음으로 무패를 기록 (승부차기는 무승부로 처리) 한 대회기도 하다. 또한 네덜란드는 FIFA 월드컵 역사상 최종 엔트리의 23인을 모두 사용한 팀이 되기도 했는데, 이전 6경기에서 22명을 기용한 가운데 미헐 포름 골키퍼가 3위 결정전 막판에 교체로 출전하였다. 루이스 판 할은 준결승전 패배 이후 팀을 잘 추스렸고, 젊고 경험이 부족한 네덜란드 선수단을 이끌고 기대 이상의 성적을 낸 것에 대해 찬사를 받았다.

### 2014년 FIFA 월드컵 ~ 2018년 FIFA 월드컵
루이스 판 할이 2014년 FIFA 월드컵 종료 후 맨유 지휘봉을 잡기 위해 사임하면서, 이전에 1998년 FIFA 월드컵에서 네덜란드를 이끌고 4위의 성적을 거두었던 거스 히딩크가 UEFA 유로 2016을 위해 다시 지휘봉을 잡았다. 그러나 유로 2016 예선에서의 계속된 성적 부진으로 인해 지휘봉을 내려놓았고 수석코치 다니 블린트가 지휘봉을 넘겼지만, 결국 유로 2016 본선 진출에 실패하였다. 2018년 FIFA 월드컵 유럽 지역 예선에서도 부진하여 다니 블린트를 경질하고 딕 아드보카트가 다시 지휘봉을 잡았지만 끝내 2018년 FIFA 월드컵 유럽 지역 예선에서 탈락하였다.

### 2022년 FIFA 월드컵
하는 수 없이 루이스 판 할을 다시 감독으로 복직시켰다. 이렇게 루이스 판 할은 3번째 국가대표팀 감독으로써의 임기를 시작하였다. 지역예선에서 튀르키예에게 2-4로 말도 안 되는 패배를 당한 것 이외에는 비교적 선전하여 무사히 조별리그를 통과했다.
네덜란드는 지난 대회에서 지역예선 탈락팀인 데다가 다른 대회의 우승 트로피가 없는 탓에 포트 2로 강등되었다. 하지만 다행히도 조추첨 결과는 우승후보가 아닌 개최국 카타르가 포트 1인 A조에 배치외는 행운을 누렸으며 이는 스페인이 포트 1인 E조에 배치된 같은 처지의 독일의 불행과 대조되었다. 나머지 2개 팀은 아프리카의 신흥 강호인 세네갈과 남미의 에콰도르가 배치되었다.
조별리그는 에콰도르와 비긴 것을 제외한 2승 1무로 우수한 성적을 거두어 조 1위로 통과했다. 16강에서는 그리 어렵지 않은 미국을 만나 쉽게 8강에 진출한 반면 문제는 8강에서 8년전에 네덜란드의 결승전 진출을 막은 팀이자 이 월드컵 우승 후보 중 한 팀인 아르헨티나를 만나 난항을 겪게 되었다. 과연 아르헨티나는 첫 2골을 선제골로 넣으며 네덜란드를 압도했다. 하지만 이 경기의 심판이 안토니오 마테우 라오스가 배정된 탓에 경기가 난장판이 되었다. 라오스는 명색이 주심이라는 인간이 계속 양 팀 선수들 간에 이간질을 하고 있었으며 경고를 남발하는 등 경기를 엉망으로 만들었다. 하지만 네덜란드는 후반 인저리 타임에 2골을 겨우 성공해 승부차기까지 갔다. 하지만 아르헨티나의 에밀리아노 마르티네스 골키퍼의 신들린 선방으로 네덜란드 키커가 첫 2명이 연속으로 선방 당하면서 전세는 완전히 아르헨티나 쪽으로 기울었으며 그렇게 승부차기에 패배해 8년전과 똑같이 아르헨티나에 밀려 다음 라운드 진출이 좌절되었다.
8강 아르헨티나전을 끝으로 루이스 판 할은 71살이라는 고령에 전립선암이라는 지병까지 겹쳐 더 이상 감독직을 수행할 수 없게 되었다. 참고로, 2022년 FIFA 월드컵에 참가한 모든 감독 중 루이스 판 할이 71세(1951년 생)로 최고령 감독이며 공교롭게도 상대 팀 아르헨티나의 리오넬 스칼로니 감독이 44세(1978년 생)로 최연소 감독이었다.

## 팀 이미지

### 유니폼

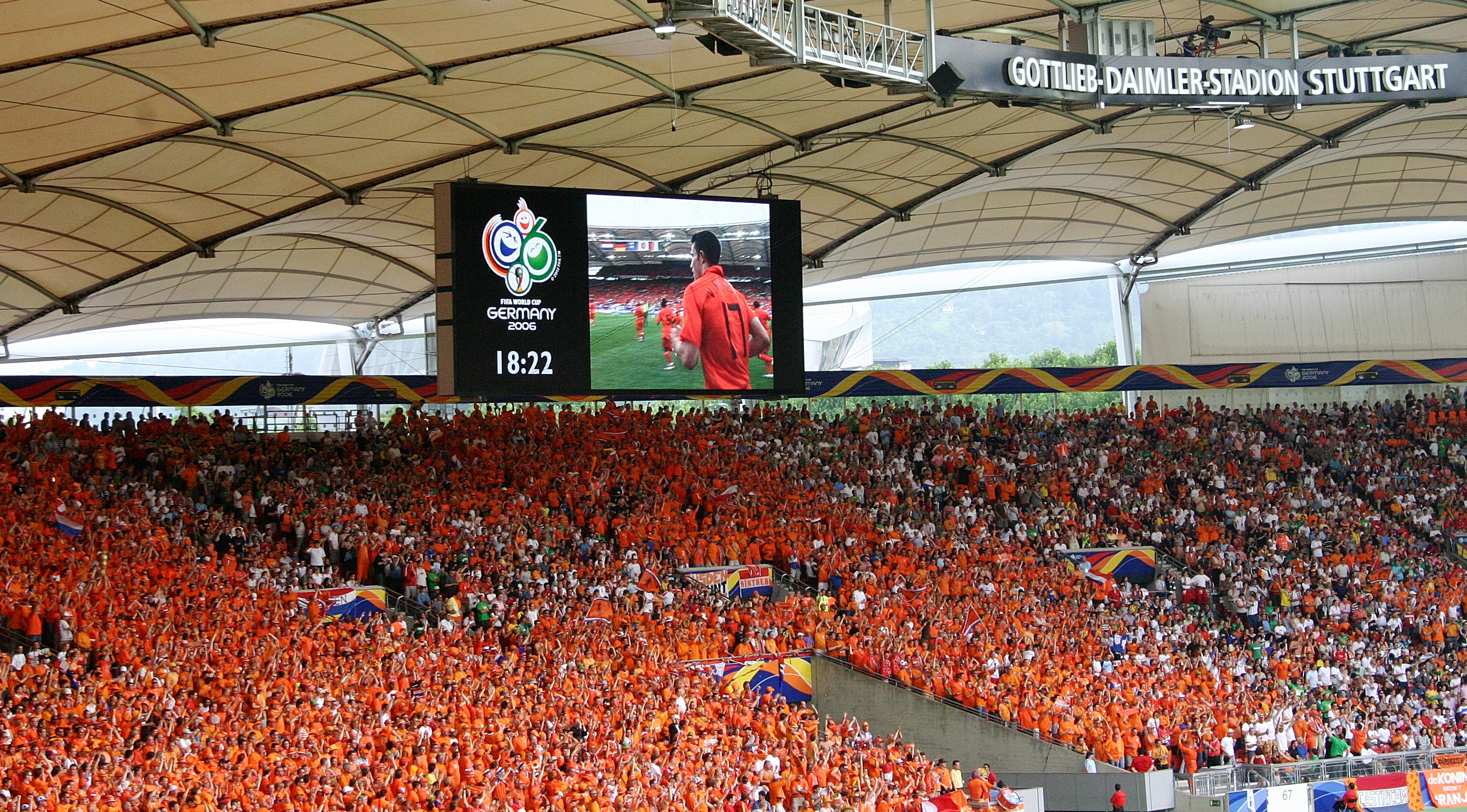
슈투트가르트에서 열린 2006년 FIFA 월드컵 경기에서 전통적인 주황색 유니폼을 입은 네덜란드 팬들

네덜란드 축구 국가대표팀은 밝은 주황색 유니폼을 착용하는 것으로 알려져 있다. 주황색은 역사적인 국색으로, 네덜란드의 많은 수식어를 지닌 지도자인 오라녜 공으로부터 유래하였고, 색상도 동일하였다. 현재 네덜란드 국가대표팀 원정 유니폼의 색상은 백색이다.

#### 킷 스폰서
현재 국가대표팀 유니폼 제조사는 나이키로 1996년에 계약을 체결한 이래 최소 2026년까지 동행할 예정이다.
| 기간      | 킷 스폰서 |
| --------- | --------- |
| 1970–1990 | 아디다스  |
| 1991–1996 | 로토      |
| 1996–현재 | 나이키    |

#### 유니폼 변천사
위키미디어 공용에 네덜란드 축구 국가대표팀 유니폼 관련 미디어 자료가 있습니다.

## 라이벌전

### 독일과의 경쟁
네덜란드는 독일과 오랜 라이벌 관계를 지니고 있다. 이 관계는 국가대항전에서 가장 오래된 라이벌 관계로 손꼽힌다. 1974년, 네덜란드가 서독과의 1974년 FIFA 월드컵과의 결승전에서 패배 후, (네덜란드의 반독감정과 제2차 세계 대전 당시 독일의 네덜란드 점령했던 과거와 겹치면서) 두 국가간의 라이벌 관계는 국가대항전 라이벌 관계들 중에서도 세계적으로 가장 잘 알려져 있다.

### 저지대국 더비
독일 외에도 네덜란드는 또다른 이웃국인 벨기에와도 라이벌 관계를 지니고 있다. 네덜란드와 벨기에 양국간의 맞대결은 저지대국 더비라고도 불린다.

## 결과 및 일정
모든 과거 경기들의 결과 목록은 국가대표팀의 경기 결과 문서에서 확인할 수 있다.
다음 경기는 국가대표팀이 현재 혹은 앞으로 오는 시즌에 치를 경기이다. 시간은 네덜란드 현지 시간을 기준으로 되어 있다. 시차 존재시, 현지 시각은 그 아래에 기재되어 있다.

### 2023년
| UEFA 유로 2024 예선 B조 2023년 3월 24일 | 프랑스                                        | 4 – 0 | 네덜란드 | 프랑스, 생드니                                                     |  |  |
| 20:45 CET (UTC+1)                       | 그리즈만 2′ · 우파메카노 8′ · 음바페 21′, 88′ |       |          | 경기장: 스타드 드 프랑스 관중 수: 77,328 심판: 마우리치오 마리아니 |  |  |
|                                         |                                               |       |          |                                                                    |  |  |

| UEFA 유로 2024 예선 B조 2023년 3월 27일 | 네덜란드                   | 3 – 0 | 지브롤터 | 네덜란드, 로테르담                                    |  |  |
| 20:45 CET (UTC+1)                       | 데파이 23′ · 아케 50′, 82′ |       |          | 경기장: 더 카위프 관중 수: 36,327 심판: 모르텐 크로그 |  |  |
|                                         |                            |       |          |                                                       |  |  |

| 2023년 UEFA 네이션스리그 결선 토너먼트 2023년 6월 14일 | 네덜란드            | 2 – 4 (연) | 크로아티아                                                                       | 네덜란드, 로테르담                                      |  |  |
| 20:45 CEST (UTC+2)                                     | 말런 34′ · 랑 90+6′ |            | 크라마리치 55′ (페널티) · 파샬리치 72′ · 페트코비치 98′ · 모드리치 116′ (페널티) | 경기장: 더 카위프 관중 수: 39,359 심판: 이슈트반 코바치 |  |  |
|                                                        |                     |            |                                                                                  |                                                         |  |  |

| 2023년 UEFA 네이션스리그 결선 토너먼트 2023년 6월 18일 | 네덜란드                      | 2 – 3 | 이탈리아                                | 네덜란드, 엔스헤데                                         |  |  |
| 15:00 CEST (UTC+2)                                     | 베르흐베인 68′ · 베이날둠 90′ |       | 디마르코 6′ · 프라테시 20′ · 키에사 72′ | 경기장: 더 흐롤스 페스터 관중 수: 21,292 심판: 글렌 니베리 |  |  |
|                                                        |                               |       |                                         |                                                            |  |  |

| UEFA 유로 2024 예선 B조 2023년 9월 7일 | 네덜란드                              | 3 – 0 | 그리스 | 네덜란드, 에인트호번                                        |  |  |
| 20:45 CEST (UTC+2)                     | 더 론 17′ · 학포 31′ · 베호르스트 39′ |       |        | 경기장: 필립스 스타디온 관중 수: 32,079 심판: 마이클 올리버 |  |  |
|                                        |                                       |       |        |                                                             |  |  |

| UEFA 유로 2024 예선 B조 2023년 9월 10일 | 아일랜드           | 1 – 2 | 네덜란드                           | 아일랜드, 더블린                                            |  |  |
| 19:45 BST (UTC+1)                       | 아이다 4′ (페널티) |       | 학포 19′ (페널티) · 베호르스트 56′ | 경기장: 아비바 스타디움 관중 수: 49,807 심판: 이르판 펠리토 |  |  |
|                                         |                    |       |                                    |                                                             |  |  |

| UEFA 유로 2024 예선 B조 2023년 10월 13일 | 네덜란드     | 1 – 2 | 프랑스         | 네덜란드, 암스테르담                                               |  |  |
| 20:45 CEST (UTC+2)                       | 하르트만 83′ |       | 음바페 7′, 53′ | 경기장: 요한 크라위프 아레나 관중 수: 51,310 심판: 펠릭스 츠바이어 |  |  |
|                                          |              |       |                |                                                                    |  |  |

| UEFA 유로 2024 예선 B조 2023년 10월 16일 | 그리스 | 0 – 1 | 네덜란드                 | 그리스, 아테네                                                                      |  |  |
| 21:45 EEST (UTC+3)                       |        |       | 판 데이크 90+3′ (페널티) | 경기장: 아야 소피아 스타디움 관중 수: 24,967 심판: 알레한드로 에르난데스 에르난데스 |  |  |
|                                          |        |       |                          |                                                                                     |  |  |

| UEFA 유로 2024 예선 B조 2023년 11월 18일 | 네덜란드       | 1 – 0 | 아일랜드 | 네덜란드, 암스테르담                                              |  |  |
| 20:45 CET (UTC+1)                        | 베호르스트 12′ |       |          | 경기장: 요한 크라위프 아레나 관중 수: 51,811 심판: 마르코 디 벨로 |  |  |
|                                          |                |       |          |                                                                   |  |  |

| UEFA 유로 2024 예선 B조 2023년 11월 21일 | 지브롤터 | 0 – 6 | 네덜란드                                                          | 포르투갈, 파루/롤레                                                  |  |  |
| 20:45 CET (UTC+1)                        |          |       | 스텡스 10′, 50′, 62′ · 비퍼르 23′ · 코프메이너르스 38′ · 학포 81′ | 경기장: 에스타디오 알가르브 관중 수: 2,280 심판: 아르다 카르데슐레르 |  |  |
|                                          |          |       |                                                                   |                                                                      |  |  |

## 코칭스태프
| 지위          | 성명                   | 비고 |
| ------------- | ---------------------- | ---- |
| 감독          | 로날트 쿠만            |      |
| 코치          | 다니 블린트            |      |
| 코치          | 헹크 프레이저          |      |
| 골키퍼코치    | 프란스 훅              |      |
| 피트니스 코치 | 르네 보름하우트        |      |
| 팀 매니저     | 한스 요리츠마          |      |
| 물리치료사    | 헤르트-얀 하우즈바르트 |      |

## 선수단

### 현재 선수 명단
다음 선수들은 2024년 3월 22일  스코틀랜드와 3월 26일  독일과의 친선 경기에 참가하는 선수 명단이다.
출전 횟수와 골 수는 2024년 3월 22일 열린  스코틀랜드와의 경기 이후 기준.
| 번호 | 위치 | 선수                    | 생년월일 (나이)        | 출전 | 득점 | 소속                   |
| ---- | ---- | ----------------------- | ---------------------- | ---- | ---- | ---------------------- |
| 1    | GK   | 바르트 페르브뤼헌       | 2002년 8월 18일(22세)  | 4    | 0    | 브라이턴 & 호브 앨비언 |
| 13   | GK   | 마르코 비조트           | 1991년 3월 10일(34세)  | 1    | 0    | 브레스트               |
| 23   | GK   | 마르크 플레컨           | 1993년 6월 13일(32세)  | 7    | 0    | 브렌트퍼드             |
|      |      |                         |                        |      |      |                        |
| 2    | DF   | 뤼츠하럴 헤이르트라위다 | 2000년 7월 18일(25세)  | 7    | 0    | 페예노르트             |
| 3    | DF   | 마테이스 더 리흐트      | 1999년 8월 12일(25세)  | 43   | 2    | 바이에른 뮌헨          |
| 4    | DF   | 버질 판 데이크 (주장)   | 1991년 7월 8일(34세)   | 65   | 7    | 리버풀                 |
| 5    | DF   | 나탄 아케               | 1995년 2월 18일(30세)  | 43   | 5    | 맨체스터 시티          |
| 17   | DF   | 데일리 블린트           | 1990년 3월 9일(35세)   | 105  | 3    | 지로나                 |
| 21   | DF   | 제레미 프림퐁           | 2000년 12월 10일(24세) | 2    | 0    | 바이어 레버쿠젠        |
| 22   | DF   | 덴젤 둠프리스           | 1996년 4월 18일(29세)  | 51   | 6    | 인테르나치오날레       |
|      |      |                         |                        |      |      |                        |
| 6    | MF   | 예르디 스하우턴         | 1997년 1월 12일(28세)  | 2    | 0    | PSV                    |
| 7    | MF   | 사비 시몬스             | 2003년 4월 21일(22세)  | 12   | 0    | RB 라이프치히          |
| 8    | MF   | 조르지뇨 베이날둠       | 1990년 11월 11일(34세) | 91   | 28   | 알이티파크             |
| 12   | MF   | 크빈턴 팀버르           | 2001년 6월 17일(24세)  | 0    | 0    | 페예노르트             |
| 14   | MF   | 티자니 라인더르스       | 1998년 7월 29일(26세)  | 7    | 1    | 밀란                   |
| 15   | MF   | 마르턴 더 론            | 1991년 3월 29일(34세)  | 41   | 1    | 아탈란타               |
| 16   | MF   | 조이 페이르만           | 1998년 11월 19일(26세) | 7    | 0    | PSV                    |
| 19   | MF   | 마츠 비퍼르             | 1999년 11월 16일(25세) | 8    | 1    | 페예노르트             |
| 20   | MF   | 퇸 코프메이너르스       | 1998년 2월 28일(27세)  | 21   | 2    | 아탈란타               |
|      |      |                         |                        |      |      |                        |
| 9    | FW   | 바우트 베호르스트       | 1992년 8월 7일(32세)   | 30   | 9    | 1899 호펜하임          |
| 10   | FW   | 멤피스 데파이           | 1994년 2월 13일(31세)  | 89   | 44   | 아틀레티코 마드리드    |
| 11   | FW   | 코디 학포               | 1999년 5월 7일(26세)   | 22   | 9    | 리버풀                 |
| 18   | FW   | 도니얼 말런             | 1999년 1월 19일(26세)  | 29   | 6    | 보루시아 도르트문트    |

### 최근 차출된 선수
다음 선수들은 최근 12개월 사이 국가대표팀 선수단에 차출되었다.
| 위치 | 선수                | 생년월일 (나이)        | 출전 | 득점 | 소속                | 최근 소집                                  |
| ---- | ------------------- | ---------------------- | ---- | ---- | ------------------- | ------------------------------------------ |
| GK   | 닉 올레이           | 1995년 8월 1일(29세)   | 0    | 0    | 스파르타 로테르담   | 2024년 3월 22일, 스코틀랜드전예비          |
| GK   | 저스틴 베일로       | 1998년 1월 22일(27세)  | 8    | 0    | 페예노르트          | 2023년 11월 21일, 지브롤터전               |
| GK   | 안드리스 노퍼르트   | 1994년 4월 7일(31세)   | 5    | 0    | 헤이렌베인          | 2023년 10월 16일, 그리스전                 |
| GK   | 야스퍼 실러선       | 1989년 4월 22일(36세)  | 65   | 0    | NEC                 | 2023년 UEFA 네이션스리그 결선 토너먼트예비 |
|      |                     |                        |      |      |                     |                                            |
| DF   | 크빌린치 하르트만   | 2001년 11월 14일(23세) | 4    | 1    | 페예노르트          | 2024년 3월 22일, 스코틀랜드전부상          |
| DF   | 스테판 더 프레이    | 1992년 2월 5일(33세)   | 62   | 3    | 인테르나치오날레    | 2024년 3월 22일, 스코틀랜드전부상          |
| DF   | 미키 판 더 펜       | 2001년 4월 19일(24세)  | 2    | 0    | 토트넘 홋스퍼       | 2024년 3월 22일, 스코틀랜드전예비 부상     |
| DF   | 조렐 하토           | 2006년 3월 7일(19세)   | 1    | 0    | 아약스              | 2023년 11월 21일, 지브롤터전               |
| DF   | 요르단 테제         | 1999년 9월 30일(25세)  | 4    | 0    | PSV                 | 2023년 11월 21일, 지브롤터전               |
| DF   | 이안 마트센         | 2002년 3월 10일(23세)  | 0    | 0    | 보루시아 도르트문트 | 2023년 11월 18일, 아일랜드전예비           |
| DF   | 스벤 보트만         | 2000년 1월 12일(25세)  | 0    | 0    | 뉴캐슬 유나이티드   | 2023년 10월 13일, 프랑스전예비             |
| DF   | 유리언 팀버르       | 2001년 6월 17일(24세)  | 15   | 0    | 아스널              | 2023년 UEFA 네이션스리그 결선 토너먼트     |
| DF   | 타이렐 말라시아     | 1999년 8월 17일(25세)  | 9    | 0    | 맨체스터 유나이티드 | 2023년 UEFA 네이션스리그 결선 토너먼트     |
| DF   | 케니 테테           | 1995년 10월 9일(29세)  | 14   | 0    | 풀럼                | 2023년 UEFA 네이션스리그 결선 토너먼트예비 |
|      |                     |                        |      |      |                     |                                            |
| MF   | 프렝키 더 용        | 1997년 5월 12일(28세)  | 54   | 2    | 바르셀로나          | 2024년 3월 22일, 스코틀랜드전예비 부상     |
| MF   | 캘빈 스텡스         | 1998년 12월 18일(26세) | 8    | 3    | 페예노르트          | 2023년 11월 21일, 지브롤터전               |
| MF   | 스티븐 베르하위스   | 1991년 12월 19일(33세) | 46   | 2    | 아약스              | 2023년 10월 13일, 프랑스전부상             |
| MF   | 데이비 클라선       | 1993년 2월 21일(32세)  | 41   | 10   | 인테르나치오날레    | 2023년 UEFA 네이션스리그 결선 토너먼트예비 |
| MF   | 라이언 흐라번베르흐 | 2002년 5월 16일(23세)  | 11   | 1    | 리버풀              | 2023년 3월 27일, 지브롤터전                |
| MF   | 케너스 테일러       | 2002년 5월 16일(23세)  | 4    | 0    | 아약스              | 2023년 3월 27일, 지브롤터전                |
|      |                     |                        |      |      |                     |                                            |
| FW   | 브라이언 브로비     | 2002년 2월 1일(23세)   | 1    | 0    | 아약스              | 2024년 3월 22일, 스코틀랜드전부상          |
| FW   | 조슈아 지르크제이   | 2001년 5월 22일(24세)  | 0    | 0    | 볼로냐              | 2024년 3월 22일, 스코틀랜드전예비 부상     |
| FW   | 티스 달링가         | 2000년 8월 3일(24세)   | 1    | 0    | 툴루즈              | 2023년 11월 21일, 지브롤터전               |
| FW   | 스테번 베르흐베인   | 1997년 10월 8일(27세)  | 32   | 8    | 아약스              | 2023년 11월 18일, 아일랜드전부상           |
| FW   | 노아 랑             | 1999년 6월 17일(26세)  | 10   | 2    | PSV                 | 2023년 10월 13일, 프랑스전부상             |

범례
코로나: 코로나19 확진으로 선수단에서 제외 

부상: 부상으로 선수단에서 제외 

예비: 예비명단에 포함 

은퇴: 국가대표팀 은퇴

### 역대 국제대회 스쿼드
| FIFA 월드컵 스쿼드 - 1934년 FIFA 월드컵 스쿼드 - 1938년 FIFA 월드컵 스쿼드 - 1974년 FIFA 월드컵 스쿼드 - 1978년 FIFA 월드컵 스쿼드 - 1990년 FIFA 월드컵 스쿼드 - 1994년 FIFA 월드컵 스쿼드 - 1998년 FIFA 월드컵 스쿼드 - 2006년 FIFA 월드컵 스쿼드 - 2010년 FIFA 월드컵 스쿼드 - 2014년 FIFA 월드컵 스쿼드 - 2022년 FIFA 월드컵 스쿼드 | UEFA 유럽 축구 선수권 대회 스쿼드 - UEFA 유로 1976 스쿼드 - UEFA 유로 1980 스쿼드 - UEFA 유로 1988 스쿼드 - UEFA 유로 1992 스쿼드 - UEFA 유로 1996 스쿼드 - UEFA 유로 2000 스쿼드 - UEFA 유로 2004 스쿼드 - UEFA 유로 2008 스쿼드 - UEFA 유로 2012 스쿼드 - UEFA 유로 2020 스쿼드 | 하계 올림픽 스쿼드 - 1908년 하계 올림픽 스쿼드 - 1912년 하계 올림픽 스쿼드 - 1920년 하계 올림픽 스쿼드 - 1924년 하계 올림픽 스쿼드 - 1928년 하계 올림픽 스쿼드 - 1948년 하계 올림픽 스쿼드 - 1952년 하계 올림픽 스쿼드 |

## 주요 성적

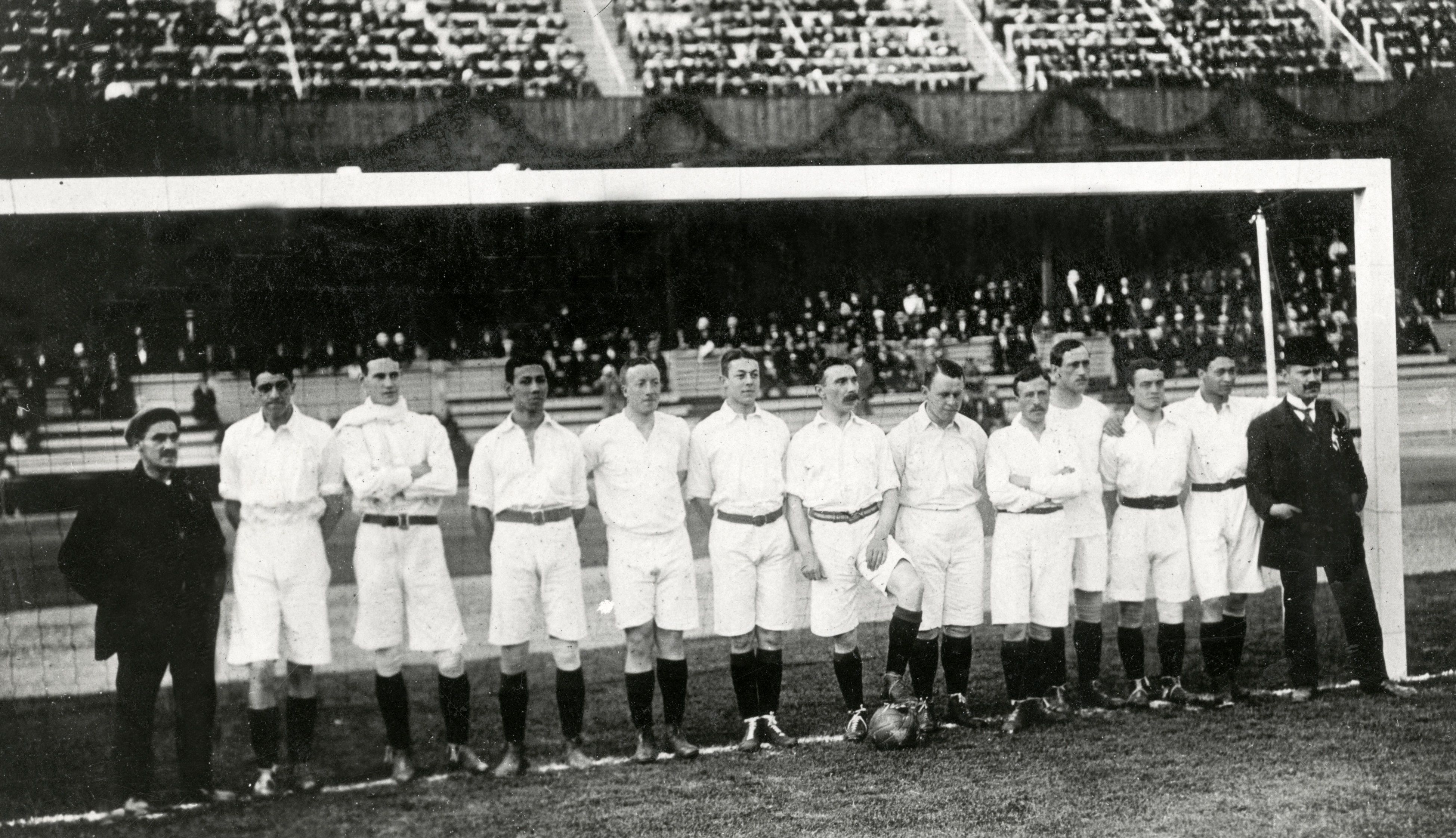
1912년 하계 올림픽 동메달리스트

### 주요 대회
- FIFA 월드컵:
  - 준우승 (3): 1974, 1978, 2010
  - 3위 (1): 2014[26]
  - 4위 (1): 1998
- UEFA 유럽 축구 선수권 대회:
  - 우승 (1): 1988
  - 3위 (1): 1976
  - 준결승 (3): 1992, 2000, 2004
- 하계 올림픽:

- 동메달 (3): 1908, 1912, 1920
- 4위 (1): 1924

| 대회                       | 1 | 2 | 3 | 합계 |
| -------------------------- | - | - | - | ---- |
| FIFA 월드컵                | 0 | 3 | 1 | 4    |
| UEFA 유럽 축구 선수권 대회 | 1 | 0 | 3 | 4    |
| FIFA 컨페더레이션스컵      | 0 | 0 | 0 | 0    |
| 하계 올림픽                | 0 | 0 | 3 | 3    |
| 합계                       | 1 | 3 | 7 | 11   |

### 기타 대회
- 샬랭즈 F. 판던 아베일러
  - 우승: 1905, 1907, 1908, 1909, 1911, 1912, 1914, 1925
- 로테르담스흐 니우스블라트-베커르
  - 우승: 1905, 1908, 1909, 1910, 1911, 1912, 1914
- 하계 올림픽 패자 부활전
  - 우승: 1928
- 넬슨 만델라 챌린지[27]
  - 우승: 1997
- FIFA 75주년 컵
  - 준우승: 1979
- 1980년 문디알리토
  - 4위: 1980
- 코파 콘프라테르니다드
  - 준우승: 2011
- 바통 드 나사시[28]
  - 우승: 1978, 1985, 1998, 2000, 2002, 2008

## 개인 기록

### 선수 기록

#### 최다 출장 선수
| #  | 선수                       | 활동 기간 | 출장 | 골 | 시간 (분) | 현역 활동 기간 |
| -- | -------------------------- | --------- | ---- | -- | --------- | -------------- |
| 1  | 베슬러이 스네이더르        | 2003–2018 | 134  | 31 | 9,811     | 2002–2019      |
| 2  | 에드빈 판 데르 사르        | 1995–2008 | 130  | 0  | 11,463    | 1988–2011      |
| 3  | 프랑크 더 부르             | 1990–2004 | 112  | 13 | 9,271     | 1988–2005      |
| 4  | 라파엘 판 데르 파르트      | 2001–2013 | 109  | 25 | 6,938     | 2000–2018      |
| 5  | 지오바니 판 브롱크호르스트 | 1996–2010 | 106  | 6  | 8,215     | 1993–2010      |
| 6  | 디르크 카위트              | 2003–2014 | 104  | 24 | 6,875     | 2002–2018      |
| 7  | 로빈 판 페르시             | 2005–2017 | 102  | 50 | 7,317     | 2001–2019      |
| 8  | 필립 코퀴                  | 1996–2006 | 101  | 10 | 8,000     | 1988–2006      |
| 9  | 데일리 블린트              | 2013–현재 | 99   | 3  | 8,588     | 2008–0         |
| 10 | 아르연 로번                | 2003–2017 | 96   | 37 | 7,394     | 2000–2021      |

#### 최다 득점 선수
| # | 선수                | 활동 기간 | 골 | 출장 | 득점률 | 시간 (분) | 현역 활동 기간 |
| - | ------------------- | --------- | -- | ---- | ------ | --------- | -------------- |
| 1 | 로빈 판 페르시      | 2005–2017 | 50 | 102  | 0.49   | 7,317     | 2001–2019      |
| 2 | 멤피스 데파이       | 2013–현재 | 43 | 86   | 0.5    | 6,431     | 2011–0         |
| 3 | 클라스얀 휜텔라르   | 2006–2016 | 42 | 76   | 0.56   | 3,699     | 2002–2021      |
| 4 | 파트릭 클라위버르트 | 1994–2004 | 40 | 79   | 0.51   | 5,816     | 1994–2008      |
| 5 | 데니스 베르흐캄프   | 1990–2000 | 37 | 79   | 0.47   | 6,339     | 1986–2006      |
| 5 | 아르연 로번         | 2003–2017 | 37 | 96   | 0.33   | 7,394     | 2000-2021      |
| 7 | 파스 빌커스         | 1946–1961 | 35 | 38   | 0.92   | 3,450     | 1940–1964      |
| 7 | 뤼트 판 니스텔로이  | 1998–2011 | 35 | 70   | 0.50   | 4,543     | 1994–2012      |
| 9 | 아버 렌스트라       | 1940–1959 | 33 | 47   | 0.70   | 4,260     | 1935–1963      |
| 9 | 요한 크라위프       | 1966–1977 | 33 | 48   | 0.69   | 4,282     | 1964–1984      |

모든 통계는 2021년 11월 16일 기준 
 출처: voetbalstats.nl (네덜란드어)

## 국제대회 기록

### FIFA 월드컵
| FIFA 월드컵 본선 기록 | FIFA 월드컵 본선 기록       | FIFA 월드컵 본선 기록       | FIFA 월드컵 본선 기록       | FIFA 월드컵 본선 기록       | FIFA 월드컵 본선 기록       | FIFA 월드컵 본선 기록       | FIFA 월드컵 본선 기록       | FIFA 월드컵 본선 기록       | FIFA 월드컵 본선 기록       | FIFA 월드컵 예선 기록                  | FIFA 월드컵 예선 기록                  | FIFA 월드컵 예선 기록                  | FIFA 월드컵 예선 기록                  | FIFA 월드컵 예선 기록                  | FIFA 월드컵 예선 기록                  | FIFA 월드컵 예선 기록                  |
| 년도                  | 결과                        | 순위                        | 경기                        | 승                          | 무*                         | 패                          | 득점                        | 실점                        | 승점                        | 경기                                   | 승                                     | 무*                                    | 패                                     | 득점                                   | 실점                                   | 승점                                   |
| --------------------- | --------------------------- | --------------------------- | --------------------------- | --------------------------- | --------------------------- | --------------------------- | --------------------------- | --------------------------- | --------------------------- | -------------------------------------- | -------------------------------------- | -------------------------------------- | -------------------------------------- | -------------------------------------- | -------------------------------------- | -------------------------------------- |
| 1930년                | 불참                        | 불참                        | 불참                        | 불참                        | 불참                        | 불참                        | 불참                        | 불참                        | 불참                        | 불참                                   | 불참                                   | 불참                                   | 불참                                   | 불참                                   | 불참                                   | 불참                                   |
| 1934년                | 1라운드                     | 9위                         | 1                           | 0                           | 0                           | 1                           | 2                           | 3                           | 0                           | 2                                      | 2                                      | 0                                      | 0                                      | 9                                      | 4                                      | 6                                      |
| 1938년                | 1라운드                     | 14위                        | 1                           | 0                           | 0                           | 1                           | 0                           | 3                           | 0                           | 2                                      | 1                                      | 1                                      | 0                                      | 5                                      | 1                                      | 4                                      |
| 1950년                | 불참                        | 불참                        | 불참                        | 불참                        | 불참                        | 불참                        | 불참                        | 불참                        | 불참                        | 불참                                   | 불참                                   | 불참                                   | 불참                                   | 불참                                   | 불참                                   | 불참                                   |
| 1954년                | 불참                        | 불참                        | 불참                        | 불참                        | 불참                        | 불참                        | 불참                        | 불참                        | 불참                        | 불참                                   | 불참                                   | 불참                                   | 불참                                   | 불참                                   | 불참                                   | 불참                                   |
| 1958년                | 예선 탈락                   | 예선 탈락                   | 예선 탈락                   | 예선 탈락                   | 예선 탈락                   | 예선 탈락                   | 예선 탈락                   | 예선 탈락                   | 예선 탈락                   | 4                                      | 2                                      | 1                                      | 1                                      | 12                                     | 7                                      | 7                                      |
| 1962년                | 예선 탈락                   | 예선 탈락                   | 예선 탈락                   | 예선 탈락                   | 예선 탈락                   | 예선 탈락                   | 예선 탈락                   | 예선 탈락                   | 예선 탈락                   | 3                                      | 0                                      | 2                                      | 1                                      | 4                                      | 7                                      | 2                                      |
| 1966년                | 예선 탈락                   | 예선 탈락                   | 예선 탈락                   | 예선 탈락                   | 예선 탈락                   | 예선 탈락                   | 예선 탈락                   | 예선 탈락                   | 예선 탈락                   | 6                                      | 2                                      | 2                                      | 2                                      | 6                                      | 4                                      | 8                                      |
| 1970년                | 예선 탈락                   | 예선 탈락                   | 예선 탈락                   | 예선 탈락                   | 예선 탈락                   | 예선 탈락                   | 예선 탈락                   | 예선 탈락                   | 예선 탈락                   | 6                                      | 3                                      | 1                                      | 2                                      | 9                                      | 5                                      | 10                                     |
| 1974년                | 준우승                      | 2위                         | 7                           | 5                           | 1                           | 1                           | 15                          | 3                           | 16                          | 6                                      | 4                                      | 2                                      | 0                                      | 24                                     | 2                                      | 14                                     |
| 1978년                | 준우승                      | 2위                         | 7                           | 3                           | 2                           | 2                           | 15                          | 10                          | 11                          | 6                                      | 5                                      | 1                                      | 0                                      | 11                                     | 3                                      | 16                                     |
| 1982년                | 예선 탈락                   | 예선 탈락                   | 예선 탈락                   | 예선 탈락                   | 예선 탈락                   | 예선 탈락                   | 예선 탈락                   | 예선 탈락                   | 예선 탈락                   | 8                                      | 4                                      | 1                                      | 3                                      | 11                                     | 7                                      | 13                                     |
| 1986년                | 예선 탈락                   | 예선 탈락                   | 예선 탈락                   | 예선 탈락                   | 예선 탈락                   | 예선 탈락                   | 예선 탈락                   | 예선 탈락                   | 예선 탈락                   | 8                                      | 4                                      | 1                                      | 3                                      | 13                                     | 7                                      | 13                                     |
| 1990년                | 16강                        | 15위                        | 4                           | 0                           | 3                           | 1                           | 3                           | 4                           | 3                           | 6                                      | 4                                      | 2                                      | 0                                      | 8                                      | 2                                      | 14                                     |
| 1994년                | 8강                         | 7위                         | 5                           | 3                           | 0                           | 2                           | 8                           | 6                           | 9                           | 10                                     | 6                                      | 3                                      | 1                                      | 29                                     | 9                                      | 21                                     |
| 1998년                | 준결승                      | 4위                         | 7                           | 3                           | 3                           | 1                           | 13                          | 7                           | 12                          | 8                                      | 6                                      | 1                                      | 1                                      | 26                                     | 4                                      | 19                                     |
| 2002년                | 예선 탈락                   | 예선 탈락                   | 예선 탈락                   | 예선 탈락                   | 예선 탈락                   | 예선 탈락                   | 예선 탈락                   | 예선 탈락                   | 예선 탈락                   | 10                                     | 6                                      | 2                                      | 2                                      | 30                                     | 9                                      | 20                                     |
| 2006년                | 16강                        | 11위                        | 4                           | 2                           | 1                           | 1                           | 3                           | 2                           | 7                           | 12                                     | 10                                     | 2                                      | 0                                      | 27                                     | 3                                      | 32                                     |
| 2010년                | 준우승                      | 2위                         | 7                           | 6                           | 0                           | 1                           | 12                          | 6                           | 18                          | 4                                      | 3                                      | 1                                      | 0                                      | 14                                     | 2                                      | 10                                     |
| 2014년                | 준결승                      | 3위                         | 7                           | 5                           | 2                           | 0                           | 15                          | 4                           | 17                          | 8                                      | 6                                      | 1                                      | 1                                      | 26                                     | 4                                      | 19                                     |
| 2018년                | 예선 탈락                   | 예선 탈락                   | 예선 탈락                   | 예선 탈락                   | 예선 탈락                   | 예선 탈락                   | 예선 탈락                   | 예선 탈락                   | 예선 탈락                   | 10                                     | 6                                      | 1                                      | 3                                      | 21                                     | 12                                     | 19                                     |
| 2022년                | 8강                         | 5위                         | 5                           | 3                           | 2                           | 0                           | 10                          | 4                           | 11                          | 10                                     | 7                                      | 2                                      | 1                                      | 33                                     | 8                                      | 23                                     |
| 합계                  | 11회 진출(11/22)            | 준우승(3회)                 | 52                          | 27                          | 14                          | 11                          | 91                          | 56                          | 95                          | 135                                    | 89                                     | 26                                     | 20                                     | 329                                    | 101                                    | 293                                    |
| 순위                  | FIFA 월드컵 역대 순위 : 8위 | FIFA 월드컵 역대 순위 : 8위 | FIFA 월드컵 역대 순위 : 8위 | FIFA 월드컵 역대 순위 : 8위 | FIFA 월드컵 역대 순위 : 8위 | FIFA 월드컵 역대 순위 : 8위 | FIFA 월드컵 역대 순위 : 8위 | FIFA 월드컵 역대 순위 : 8위 | FIFA 월드컵 역대 순위 : 8위 | 월드컵 예선 승점 순위 : 5위 (유럽 1위) | 월드컵 예선 승점 순위 : 5위 (유럽 1위) | 월드컵 예선 승점 순위 : 5위 (유럽 1위) | 월드컵 예선 승점 순위 : 5위 (유럽 1위) | 월드컵 예선 승점 순위 : 5위 (유럽 1위) | 월드컵 예선 승점 순위 : 5위 (유럽 1위) | 월드컵 예선 승점 순위 : 5위 (유럽 1위) |

### UEFA 유럽 축구 선수권 대회
| UEFA 유로 대회 본선 | UEFA 유로 대회 본선                   | UEFA 유로 대회 본선                   | UEFA 유로 대회 본선                   | UEFA 유로 대회 본선                   | UEFA 유로 대회 본선                   | UEFA 유로 대회 본선                   | UEFA 유로 대회 본선                   | UEFA 유로 대회 본선                   | UEFA 유로 대회 본선                   | UEFA 유로 대회 예선       | UEFA 유로 대회 예선       | UEFA 유로 대회 예선       | UEFA 유로 대회 예선       | UEFA 유로 대회 예선       | UEFA 유로 대회 예선       | UEFA 유로 대회 예선       |
| 년도                | 결과                                  | 순위                                  | 경기                                  | 승                                    | 무*                                   | 패                                    | 득점                                  | 실점                                  | 승점                                  | 경기                      | 승                        | 무*                       | 패                        | 득점                      | 실점                      | 승점                      |
| ------------------- | ------------------------------------- | ------------------------------------- | ------------------------------------- | ------------------------------------- | ------------------------------------- | ------------------------------------- | ------------------------------------- | ------------------------------------- | ------------------------------------- | ------------------------- | ------------------------- | ------------------------- | ------------------------- | ------------------------- | ------------------------- | ------------------------- |
| 1960년              | 불참                                  | 불참                                  | 불참                                  | 불참                                  | 불참                                  | 불참                                  | 불참                                  | 불참                                  | 불참                                  | 불참                      | 불참                      | 불참                      | 불참                      | 불참                      | 불참                      | 불참                      |
| 1964년              | 예선 탈락                             | 예선 탈락                             | 예선 탈락                             | 예선 탈락                             | 예선 탈락                             | 예선 탈락                             | 예선 탈락                             | 예선 탈락                             | 예선 탈락                             | 4                         | 1                         | 2                         | 1                         | 6                         | 5                         | 5                         |
| 1968년              | 예선 탈락                             | 예선 탈락                             | 예선 탈락                             | 예선 탈락                             | 예선 탈락                             | 예선 탈락                             | 예선 탈락                             | 예선 탈락                             | 예선 탈락                             | 6                         | 2                         | 1                         | 3                         | 11                        | 11                        | 7                         |
| 1972년              | 예선 탈락                             | 예선 탈락                             | 예선 탈락                             | 예선 탈락                             | 예선 탈락                             | 예선 탈락                             | 예선 탈락                             | 예선 탈락                             | 예선 탈락                             | 6                         | 3                         | 1                         | 2                         | 18                        | 6                         | 10                        |
| 1976년              | 준결승                                | 3위                                   | 2                                     | 1                                     | 0                                     | 1                                     | 4                                     | 5                                     | 3                                     | 8                         | 6                         | 0                         | 2                         | 21                        | 9                         | 18                        |
| 1980년              | 조별리그                              | 5위                                   | 3                                     | 1                                     | 1                                     | 1                                     | 4                                     | 4                                     | 4                                     | 8                         | 6                         | 1                         | 1                         | 20                        | 6                         | 19                        |
| 1984년              | 예선 탈락                             | 예선 탈락                             | 예선 탈락                             | 예선 탈락                             | 예선 탈락                             | 예선 탈락                             | 예선 탈락                             | 예선 탈락                             | 예선 탈락                             | 8                         | 6                         | 1                         | 1                         | 22                        | 6                         | 19                        |
| 1988년              | 우승                                  | 1위                                   | 5                                     | 4                                     | 0                                     | 1                                     | 8                                     | 3                                     | 12                                    | 8                         | 6                         | 2                         | 0                         | 15                        | 1                         | 20                        |
| 1992년              | 준결승                                | 3위                                   | 4                                     | 2                                     | 2                                     | 0                                     | 6                                     | 3                                     | 8                                     | 8                         | 6                         | 1                         | 1                         | 17                        | 2                         | 19                        |
| 1996년              | 8강                                   | 8위                                   | 4                                     | 1                                     | 2                                     | 1                                     | 3                                     | 4                                     | 5                                     | 11                        | 7                         | 2                         | 2                         | 25                        | 5                         | 23                        |
| 2000년              | 준결승                                | 3위                                   | 5                                     | 4                                     | 1                                     | 0                                     | 13                                    | 3                                     | 13                                    | 자동 참가(개최국)         | 자동 참가(개최국)         | 자동 참가(개최국)         | 자동 참가(개최국)         | 자동 참가(개최국)         | 자동 참가(개최국)         | 자동 참가(개최국)         |
| 2004년              | 준결승                                | 4위                                   | 5                                     | 1                                     | 2                                     | 2                                     | 7                                     | 6                                     | 5                                     | 10                        | 6                         | 2                         | 2                         | 19                        | 8                         | 20                        |
| 2008년              | 8강                                   | 6위                                   | 4                                     | 3                                     | 0                                     | 1                                     | 10                                    | 4                                     | 9                                     | 12                        | 8                         | 2                         | 2                         | 15                        | 5                         | 26                        |
| 2012년              | 조별리그                              | 15위                                  | 3                                     | 0                                     | 0                                     | 3                                     | 2                                     | 5                                     | 0                                     | 10                        | 9                         | 0                         | 1                         | 37                        | 8                         | 27                        |
| 2016년              | 예선 탈락                             | 예선 탈락                             | 예선 탈락                             | 예선 탈락                             | 예선 탈락                             | 예선 탈락                             | 예선 탈락                             | 예선 탈락                             | 예선 탈락                             | 10                        | 4                         | 1                         | 5                         | 17                        | 14                        | 13                        |
| 2020년              | 16강                                  | 9위                                   | 4                                     | 3                                     | 0                                     | 1                                     | 8                                     | 4                                     | 10                                    | 8                         | 6                         | 1                         | 1                         | 24                        | 7                         | 19                        |
| 2024년              | 준결승                                | 3위                                   | 6                                     | 3                                     | 1                                     | 2                                     | 10                                    | 7                                     | 10                                    | 8                         | 7                         | 1                         | 0                         | 29                        | 3                         | 22                        |
| 합계                | 11회 진출(11/15)                      | 우승(1회)                             | 45                                    | 23                                    | 9                                     | 13                                    | 75                                    | 48                                    | 78                                    | 125                       | 83                        | 16                        | 26                        | 281                       | 99                        | 265                       |
| 순위                | UEFA 유럽 축구 선수권 대회 순위 : 5위 | UEFA 유럽 축구 선수권 대회 순위 : 5위 | UEFA 유럽 축구 선수권 대회 순위 : 5위 | UEFA 유럽 축구 선수권 대회 순위 : 5위 | UEFA 유럽 축구 선수권 대회 순위 : 5위 | UEFA 유럽 축구 선수권 대회 순위 : 5위 | UEFA 유럽 축구 선수권 대회 순위 : 5위 | UEFA 유럽 축구 선수권 대회 순위 : 5위 | UEFA 유럽 축구 선수권 대회 순위 : 5위 | 유로 예선 승점 순위 : 4위 | 유로 예선 승점 순위 : 4위 | 유로 예선 승점 순위 : 4위 | 유로 예선 승점 순위 : 4위 | 유로 예선 승점 순위 : 4위 | 유로 예선 승점 순위 : 4위 | 유로 예선 승점 순위 : 4위 |

### 하계 올림픽
| 올림픽 축구 기록                  | 올림픽 축구 기록 | 올림픽 축구 기록 | 올림픽 축구 기록 | 올림픽 축구 기록 | 올림픽 축구 기록 | 올림픽 축구 기록 | 올림픽 축구 기록 | 올림픽 축구 기록 | 올림픽 축구 기록 |
| 년도                              | 결과             | 순위             | 경기             | 승               | 무*              | 패               | 득점             | 실점             | 승점             |
| --------------------------------- | ---------------- | ---------------- | ---------------- | ---------------- | ---------------- | ---------------- | ---------------- | ---------------- | ---------------- |
| 1900년                            | 불참             | 불참             | 불참             | 불참             | 불참             | 불참             | 불참             | 불참             | 불참             |
| 1904년                            | 불참             | 불참             | 불참             | 불참             | 불참             | 불참             | 불참             | 불참             | 불참             |
| 1908년                            | 동메달           | 3위              | 2                | 1                | 0                | 1                | 2                | 4                | 3                |
| 1912년                            | 동메달           | 3위              | 4                | 3                | 0                | 1                | 17               | 8                | 9                |
| 1920년                            | 동메달           | 3위              | 4                | 2                | 0                | 2                | 9                | 10               | 6                |
| 1924년                            | 준결승           | 4위              | 5                | 2                | 1                | 2                | 11               | 7                | 7                |
| 1928년                            | 1라운드          | 12위             | 1                | 0                | 0                | 1                | 0                | 2                | 0                |
| 1936년                            | 예선 탈락        | 예선 탈락        | 예선 탈락        | 예선 탈락        | 예선 탈락        | 예선 탈락        | 예선 탈락        | 예선 탈락        | 예선 탈락        |
| 1948년                            | 1라운드          | 9위              | 2                | 1                | 0                | 1                | 6                | 5                | 3                |
| 1952년                            | 예비라운드       | 23위             | 1                | 0                | 0                | 1                | 1                | 5                | 0                |
| 1956년                            | 진출 실패        | 진출 실패        | 진출 실패        | 진출 실패        | 진출 실패        | 진출 실패        | 진출 실패        | 진출 실패        | 진출 실패        |
| 1960년                            | 진출 실패        | 진출 실패        | 진출 실패        | 진출 실패        | 진출 실패        | 진출 실패        | 진출 실패        | 진출 실패        | 진출 실패        |
| 1964년                            | 진출 실패        | 진출 실패        | 진출 실패        | 진출 실패        | 진출 실패        | 진출 실패        | 진출 실패        | 진출 실패        | 진출 실패        |
| 1968년                            | 진출 실패        | 진출 실패        | 진출 실패        | 진출 실패        | 진출 실패        | 진출 실패        | 진출 실패        | 진출 실패        | 진출 실패        |
| 1972년                            | 진출 실패        | 진출 실패        | 진출 실패        | 진출 실패        | 진출 실패        | 진출 실패        | 진출 실패        | 진출 실패        | 진출 실패        |
| 1976년                            | 진출 실패        | 진출 실패        | 진출 실패        | 진출 실패        | 진출 실패        | 진출 실패        | 진출 실패        | 진출 실패        | 진출 실패        |
| 1980년                            | 진출 실패        | 진출 실패        | 진출 실패        | 진출 실패        | 진출 실패        | 진출 실패        | 진출 실패        | 진출 실패        | 진출 실패        |
| 1984년                            | 진출 실패        | 진출 실패        | 진출 실패        | 진출 실패        | 진출 실패        | 진출 실패        | 진출 실패        | 진출 실패        | 진출 실패        |
| 1988년                            | 진출 실패        | 진출 실패        | 진출 실패        | 진출 실패        | 진출 실패        | 진출 실패        | 진출 실패        | 진출 실패        | 진출 실패        |
| 23세 이하 대표팀 경기로 규칙 변경 |                  |                  |                  |                  |                  |                  |                  |                  |                  |
| 합계                              | 8회 진출(8/26)   | 동메달(3회)      | 23               | 10               | 3                | 10               | 50               | 45               | 33               |

## 같이 보기
- 네덜란드 U-21 축구 국가대표팀
- 네덜란드 U-19 축구 국가대표팀
- 네덜란드 U-17 축구 국가대표팀
- 네덜란드 여자 축구 국가대표팀
- 네덜란드 왕립 축구 협회
- 아루바 축구 국가대표팀
- 보네르 섬 축구 국가대표팀
- 퀴라소 축구 국가대표팀
- 신트마르턴 축구 국가대표팀